# 미얀마
미얀마 연방공화국(버마어: ပြည်ထောင်စု သမ္မတ မြန်မာနိုင်ငံတော် 삐다웅주 땀마다 먄마 나잉안더, 문화어: 먄마 련방공화국), 약칭 미얀마(문화어: 먄마)는 동남아시아의 국가이다. 북서쪽으로 방글라데시와 인도와 접하고 있으며, 북동쪽으로는 중화인민공화국, 동쪽과 남동쪽에는 라오스와 태국이 자리하고 있고 남쪽과 남서쪽에는 안다만해와 벵골만이 있다. 미얀마는 인도차이나반도 내에서 가장 면적이 크며, 아시아에서 10번째로 큰 국가이다. 수도는 네피도이고 최대 도시는 양곤이다.
고대 미얀마에서는 북부에서는 쀼족이 살고 있었으며, 남부에서는 몬족이 모여 왕국들을 세워 살고 있었다. 이후 9세기경, 현재 미얀마의 주류를 이루는 민족인 버마족이 들어와 1050년대에 버간 왕국을 세웠고, 점차 세를 넓혀 나가며 버마족의 언어, 문화, 상좌부 불교를 중심으로 미얀마만의 독특한 문화를 만들어냈다. 그러나 버간 왕국은 몽골족의 대침공으로 인하여 멸망하고 말았고, 그 자리에서 여러 소왕국들이 난립하여 패권을 다투었다. 그러다가 16세기에 따웅우 왕조에 의하여 통일되었고, 이후 잠시 동안이나마 동남아 역사상 최대의 제국으로 군림하기도 하였다. 19세기 초반에는 꼰바웅 왕조가 현재의 미얀마 지역과 함께 마니푸르와 아삼 지역까지 통치하였다. 그러나 영국-버마 전쟁에서 패배한 직후부터는 점차 영국 동인도회사에게 국권을 침탈당하기 시작하였으며, 결국에는 영국의 식민지로 전락하였다. 2차 세계대전 동안 잠시동안 일본 제국의 침략을 받아 일본의 지배를 받았으며, 연합국에 의하여 해방되어 1948년에 독립을 쟁취해냈다. 그러나 독립한지 얼마 되지 않은 1962년에 네 윈 주도의 군사 쿠데타가 일어나 군사 정권이 수립되었다.
미얀마는 독립 이후 거의 대부분의 기간 동안 주류인 버마족과 수적 열세인 소수민족들 간의 민족 분쟁으로 인하여 기나긴 내전을 겪어 왔다. 이 내전이 워낙 격렬했기에, 수많은 인권 탄압과 잔인한 학살들이 벌어지며 인류 역사상 최악의 인명피해를 냈다는 불명예를 안기도 하였다. 그러던 중, 결국 2011년에 군부가 2010년 총선의 결과를 수용하면서 군부 정권은 공식적으로 해산하였고, 그 자리를 문민 정부가 들어서 민주주의의 기틀을 놓았다. 이후 국부인 아웅 산의 딸인 아웅산수찌 등이 권력을 잡았고, 이후 경제적 제재를 완화하고 외교 갈등을 해소하면서 인권, 경제 부문 전반적으로 상당한 진전을 거두었다. 그러나 이때마저도 소수 민족에 대한 갈등이 완전히 해소된 것은 아니어서, 종교적, 민족적 충돌은 여전하였다. 2015년에 치러진 총선에서 아웅산 수치가 이끄는 당이 상원과 하원 모두에서 다수당의 지위를 차지하는 데에 성공하였고, 문민정부와 민주주의를 더더욱 굳히는 것처럼 보였다. 그러나 총선 결과에 반발한 군부가 민 아웅 흘라잉을 중심으로 결국 2021년 2월 1일에 쿠테타를 일으켰고, 권력을 장악하며 막 자라나던 민주주의의 싹을 짓밟고 말았다.
미얀마는 동아시아 정상회의, 비동맹 운동, ASEAN, BIMSTEC의 회원국이다. 보석류, 옥, 석유, 천연가스, 자연자원 등이 매우 풍부하며, 신재생 에너지 분야에서도 두각을 드러내고 있다. 메콩 강 유역의 국가들 가운데 가장 높은 비율의 태양광 발전률을 자랑하고 있으며, 2013년 기준으로 명목 GDP는 5,670만 달러이며, PPP는 2억 2,150만 달러 정도로 추산된다. 다만 빈부 격차도 세계에서 가장 높은 수준이어서, 대부분의 부를 군부와 관련된 인물들이 틀어쥐고 있다. 2020년 기준, 미얀마의 인간개발지수는 189개국 가운데에서 147위를 차지했다.

## 국명
다수 민족인 버마족의 이름에서 유래한 버마(Burma, 버마어: ဗမာ)라는 국명으로 오랫동안 알려져 있었으나, 1989년 미얀마의 군사 정권이 '버마'라는 호칭은 영국 식민지 시대의 잔재이며 버마족 외에 다른 135개의 소수민족을 아우르지 못한다면서 더 오래된 명칭인 미얀마(Myanmar, 버마어: မြန်မာ)로 국호를 공식 변경하였다. 한편 군사정권의 정당성을 인정하지 않는 민주화 인사들은 여전히 군사 정권에서 붙인 국명인 미얀마와 현 국기를 거부하고 버마라는 호칭과 옛 국기를 고집하고 있다.
미국·영국 정부 등도 반체제 인사들의 예를 따라 버마라고 부르다가 미얀마 정부의 항의가 이어지자 미얀마와 버마를 혼용해서 사용하고 있다. 스페인, 이탈리아 등에서는 비르마니아(Birmania)라고 불리며 미얀마의 정치적 상태를 잘 모르는 제3국들은 여전히 버마라는 명칭을 사용한다. 대한민국의 경우 1991년 외래어 심의 공동위원회의 결정에 따라 미얀마라고 부르고 있다. 조선민주주의인민공화국에서는 문화어 표기법에 따라 먄마라고 부른다. 유엔은 '회원국이 원하는 대로 부를 수 있다'는 원칙에 따라 미얀마로 부르고 있다. 그러나 2007년 미얀마 반정부 시위의 여파로 대한민국의 언론사인 경향신문은 공개적으로 미얀마 표현을 영구히 쓰지 않을 것과 그 대체 표현은 '버마'임을 선언하였고, 대한민국 내부의 여론으로 인하여 한/글 워드프로세서의 자동 맞춤법 전환에서 '버마' 입력시 자동으로 '미얀마'로 고쳐지는 명령 체계는 폐지되었다. 이에 발맞춰 대한민국의 일부 사회 단체도 '버마' 단독 표기를 시작하였다. 2003년 아웅산수지는 방한 중 대한민국 취재진들에게 국명을 '버마'로 표기해줄 것을 요청하였다.

## 역사

### 선사 시대
현재 미얀마 지역에서는 약 75만 년 전부터 호모 에렉투스가 거주하기 시작한 것으로 알려져 있다. 현생 인류의 직접적인 조상인 호모 사피엔스는 약 기원전 2만 5천년 전쯤에 미얀마 지역에 살기 시작한 것으로 밝혀져 있다. 기원전 1만년과 6천년 사이에 가공된 석기와 재배된 곡물류 잔해가 발견되는 것으로 보아 그때 쯤에 신석기가 시작된 것으로 추정하고 있다. 또한 신석기 시대에 그려진 벽화들도 다수 발견된 바 있다.
청동기는 기원전 1500년 정도에 시작되었고, 구리를 청동으로 제련하는 법이 개발되었고 쌀을 재배하고 돼지 등을 기르는 일을 시작하였는데, 이는 세계적으로도 가장 빠른 편에 속한다고 한다. 또한 사가잉 지방에서도 이 시기의 인간 유골들과 정착지의 유적들이 다수 발견되었다. 기원전 500년 즈음에 철기 시대가 도래하였고, 현재 만달레이 남부 지방에서 철기들이 다수 제작되기 시작되었다. 또한 쌀의 막대한 인구 부양력을 바탕으로 거대한 도시들과 마을들이 다수 생성되었고, 기원전 500년과 200년 사이에는 중국과의 교역도 시작하였다. 초기 미얀마 문명은 중국뿐만 아니라 태국 지방과 인도 지방과도 교역을 하였으며, 서로 간의 문화를 주고 받으며 발전을 거듭하였다.

### 초기 도시국가

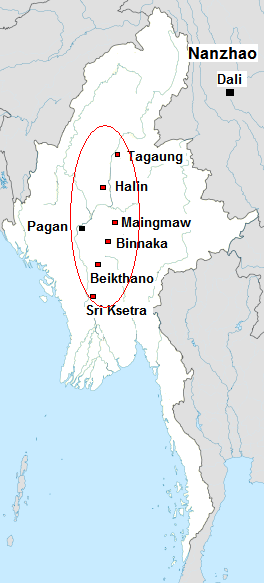
8세기경 쀼족 도시국가. 바간이 비교를 위해 지도에 나타나있지만 이 시대에는 없었다

기원전 2세기 즈음, 미얀마 중부 지역의 첫 도시국가들이 등장하기 시작했다. 현 윈난성에서 이주해온 쀼족들이 이민과 정착을 거듭하며 미얀마 중부에 정착하여 마침내 거대한 도시들을 짓고 국가를 세우기 시작한 것이다. 쀼족의 문명은 인도와의 무역을 통하여 인도에서부터 지대한 영향을 받았으며, 특히 이 시기에 미얀마 문명의 근간을 이루는 불교도 유입되었다. 또한 쀼족의 문화는 후대의 미얀마 왕조들 대부분에게 바탕이 되어주며 미얀마 문화의 근간을 놓았다는 데에 의의가 있다.
9세기경에 여러 도시 국가들은 점차 몸집을 키워 미얀마 각지로 뻗어나갔다. 쀼족의 도시국가들은 중부 지대를 점령하였고, 남부의 몬족들의 도시국가들은 남부 해안선을 따라 서남부 지방을 정복하였다. 그러나 750년경, 쀼족은 중국 윈난성 지방의 왕국인 남조에 멸망당하며 일대의 정치 균형이 깨졌고, 이 빈자리를 9세기 중반 경 이주해온 버마족들이 바간 지역에 소규모 정착지를 세우며 점차 채우기 시작한다. 버마족들의 왕국은 10세기 후반까지도 그저그런 규모의 왕국들 중 하나였으나, 점차 발전을 거듭하며 미얀마 전체를 아우르는 대국으로 성장을 이어간다.

### 버간 왕국
버마인들은 1050년대부터 1060년대까지 꾸준하게 인근의 왕국들을 병합하며 성장세를 이어나갔고, 결국 아노야타 왕의 재위기에 공식적으로 바간 왕조를 개창하며 인근 지역들을 집어삼키기 시작했다. 바간 왕조는 이후에도 확장을 계속하여 12세기와 13세기에는 캄보디아 지역의 크메르 제국과 함께 동남아시아의 양대 산맥을 이룰 정도로 국력이 강성해졌다. 상좌부 불교도 점차 마을 수준으로 곳곳이 확산되기 시작하였으나, 고유의 힌두교, 민족종교, 대승불교도 여전히 명맥을 유지하고는 있었다. 바간 왕조의 귀족들과 왕실 인사들은 바간의 수도 자체에만 1만 개가 넘는 불교 사찰들을 지었고, 수많은 문화재들을 만들어내며 문화를 찬란히 꽃피웠다. 그러나 13세기 말 경, 몽골인들이 지속하여 침공해 들어오며 1287년에 바간 왕국은 4백여년 만에 무너지게 된다.
무려 4백 여년이나 미얀마 일대를 지배해오던 바간 왕조가 망하자, 이후 약 250여 년 동안은 수많은 왕국들이 난립하며 16세기까지 혼란기가 지속되었다. 몽골족들과 함께 들어온 산족들은 자신들의 왕국들을 세우며 미얀마 북서부 지역과 동부 지역을 장악하였고, 14세기 말 경 즈음에 이르자 산족계의 왕국들은 잉와 왕국과 한따와디 왕국, 이 2개의 왕국들이 주류를 이루었다. 미얀마 서쪽에서는 정치적 분열이 지속되었고, 잠시 통일 왕조가 들어선 적도 있으나 벵골 술탄국의 보호령으로 전락하기도 하였다.
14세기와 15세기에 잉와 왕국은 미얀마를 통일하기 위해 대전을 일으켰으나, 과거의 영광을 회복하는 데에는 실패하였다. 이때 잉와를 제치고 한따와디 왕국이 전성기를 맞았고, 잉와는 갈수록 쇠락해갔다. 결국 1527년 경에는 잉와 왕국이 멸망하였고, 산족들이 1555년까지 미얀마 상부 대부분을 지배하였다. 바간 왕조와 비슷하게, 잉와, 한따와디, 그리고 나머지 산족 계열 왕국들은 모두 다민족 국가들이었다. 이 시기에는 전쟁도 벌어졌으나, 다양한 민족 간의 교류와 문화적 통일도 일어났다는 뜻이라는 것이다. 따라서 이때는 미얀마 문화의 황금기라고 불릴 정도로 수많은 문화적 발전이 이루어졌으며, 법전이 생겨나고 종교 체계가 잡히며 대규모 사원들이 세워지는 등 문화적으로는 가히 폭발적인 성장을 이루기도 하였다.

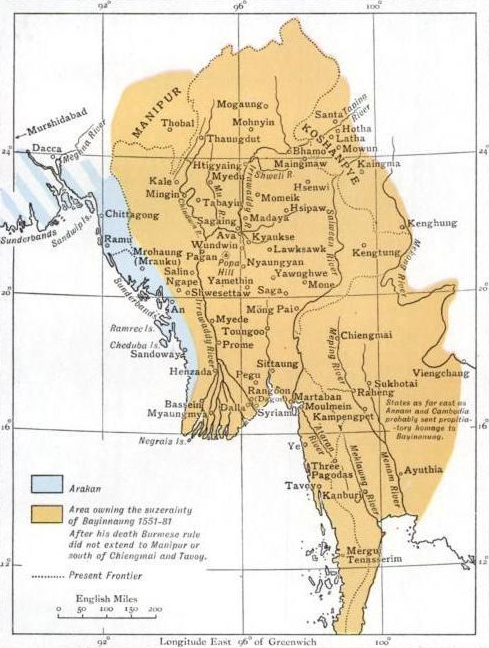
1572년 경 따웅우 왕조의 강역

### 따웅우 왕조
미얀마는 16세기 중반에 이르러서야 재통일이 이루어졌다. 한때 잉와 왕국의 봉신국이었던 따웅우 왕국은 점차 힘을 길러 잉와 왕국으로부터 독립을 쟁취했다. 이후 따웅우 왕국의 젊은 왕인 따빈슈웨티 왕은 한따와디 왕국과의 전쟁에서 승리를 거두며 명성을 드높였고, 그의 후계자인 바인나웅 왕은 란나, 마니푸르, 몽 마오, 아유타야 왕국, 란상 왕국 등 여러 왕국들을 정벌하며 국력을 신장하고 영토를 넓히며 한시적이나마 동남아 역사상 최대의 제국을 이루며 국력을 과시하기도 했다. 그러나 이 제국은 오래가지 못했고, 1581년에 바인나웅 왕이 사망하며 곧바로 쇠퇴기에 들어가고 말았다. 아유타야 왕국은 곧바로 따웅우 제국을 공격하였고, 상당수의 영토를 떼어갔다. 또한 포르투갈 상인들도 본국의 지원을 받아 포르투갈령 영토들을 상당수 확보하며 따웅우 왕조는 갈수록 쇠락해 갔다.
따웅우 왕조는 1613년에 국력을 재결집하여 포르투갈을 격파하였고, 1614년에는 시암을 꺾었다. 무리한 팽창으로 인한 쓴맛을 제대로 맛본 따웅우 왕조는 이전보다는 작지만 더 안정적인 왕국을 구축하는 데에 주력하였고, 미얀마 대부분, 산족 왕국들 대부분, 란나 지역 등을 통치하였다. 따웅우 왕조의 왕들은 심지어 19세기까지 이어지는 미얀마의 법 체계와 기틀을 잡았고, 봉건 영주들의 세습권들을 대부분 박탈하고 중앙 정부에서 보내는 관리들로 그 자리를 채움으로써 중앙집권적 시스템도 한 층 강화하였다. 또한 해외 각지, 그리고 내수 경제도 활성화시키며 80여 년 동안 전성기를 이루어냈고, 풍요를 누리며 발전을 거듭했다. 그러나 1720년대 이후 외세의 침입이 거듭되며 점차 쇠락하기 시작하였고, 미얀마 하부 지역에 모여 살던 몬족들도 독립을 이루어 한따와디 왕국을 다시 세우는 데에 성공하였다. 한따와디 왕국은 1752년에 잉와 지역을 약탈하였고, 이로 인해 266년 동안 존속된 따웅우 왕조가 멸망하고야 만다.

### 꼰바웅 왕조
따웅우 왕조가 멸망하고 난 이후, 미얀마의 영주였던 알라웅파야가 등장하며 두각을 드러냈다. 알라웅파야는 한따와디 왕국과 전쟁을 벌여 승리를 거두었고, 1759년에는 미얀마 전역을 통일하는 데에 성공, 한따와디 왕국에게 무기를 제공하였던 프랑스와 영국까지 몰아내는 데에 성공하였다. 1770년 경, 알라웅파야의 후계자들은 라오스 일대도 정복하였고, 버마-시암 전쟁에서 아유타야 왕국과 맞서 싸웠으며 중국의 청나라와도 전쟁을 벌여 승리하기도 했을 정도였다.
한편 꼰바웅 왕조가 청나라와 전쟁을 벌이고 있을 때에, 아유타야는 그 틈을 타 1770년 경에 본 영토를 회복하였으며 1776년에는 란 나도 공격하였다. 이 때문에 버마와 시암은 1855년까지 전쟁을 벌였으나, 국력이 비등하여 결국 전쟁은 교착 상태로 접어들며 버마가 테나세림을, 아유타야는 란나 지방을 가지는 것으로 평화 조약을 맺었다. 이후 동쪽에는 지나치게 강성한 청나라와 부흥에 성공한 아유타야 왕국이 자리잡게 되자, 버마는 서쪽으로 눈을 돌려 1785년에 아라칸 지방을 정복하였고 1814년에는 마니푸르를, 1817년에는 아삼 지역을 정복하였다. 이는 미얀마 역사상 따웅우 왕조 다음으로 2번째로 거대한 강역이었다.
그러나 이 강역은 오래가지 못했다. 1826년, 1차 영국-버마 전쟁에서 패배한 버마는 결국 아라칸, 마니푸르, 아삼, 테나세림 지방을 영국에게 양도해야만 했고, 1852년에는 2차 영국-버마 전쟁에서 버마 남부 지역을 영국에게 빼앗기고 말았다. 당시 국왕이던 민돈 민 국왕은 근대화를 시도하였고, 1875년에는 영토를 떼어주면서까지 합병만은 피해나가는 데에 성공하였다. 그러한 노력에도 불구하고, 프랑스가 프랑스령 인도차이나를 세우는 것을 보고 자극받은 영국이 결국 3차 전쟁을 일으키며 미얀마 전체를 점령하며 미얀마는 결국 영국의 식민지로 떨어지고야 말았다.
꼰바웅 왕조의 국왕들은 따웅우 왕조의 행정제도를 이어받아 더욱 발전시켰고, 이로 인해 미얀마 역사상 유례없을 정도의 중앙통제력 강화를 이루어냈으며 내적, 외적으로도 상당히 안정적으로 국정을 운영했다. 또한 역사상 처음으로 버마인들의 언어와 문화가 이라와디 계곡 전역에서 우세를 점하는 데에 성공하였으며, 교육도 활발히 진행되어 남성들 거의 대부분, 여성의 5% 정도가 글을 읽을 줄 알며 당대로는 엄청나게 높은 수준의 문해율을 자랑하기도 했다. 그러나 당대의 사회적 발전조차 전세계를 휩쓸던 식민지화와 제국주의의 파도를 피해나갈 수는 없었고, 결국 영국의 식민지로 떨어지고야 만 것이다.

### 영국령 버마

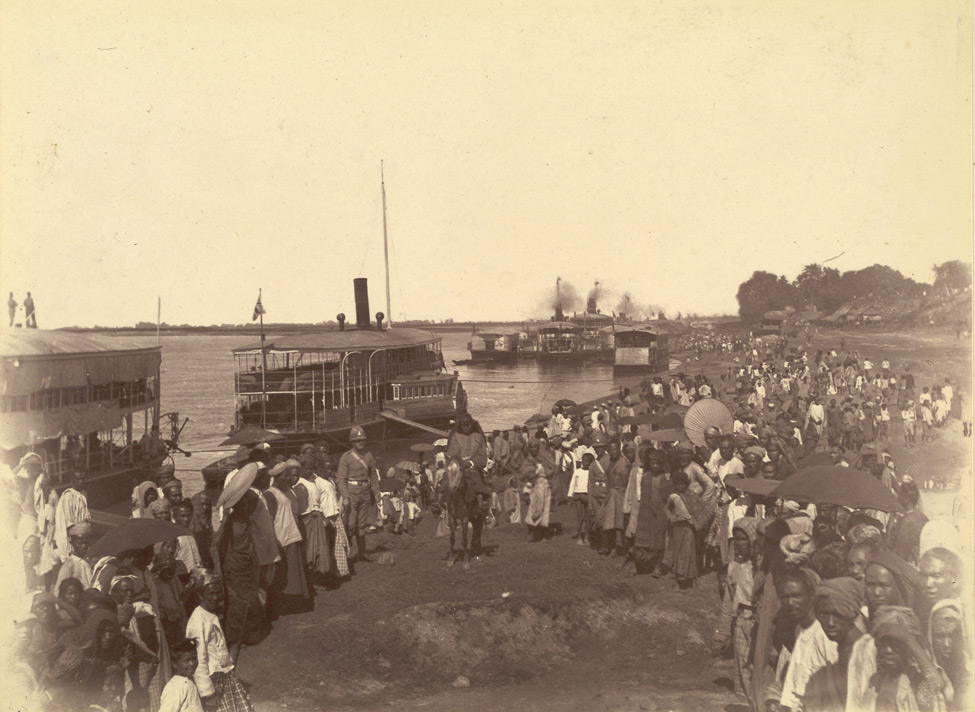
영국-미얀마 전쟁 종전 후 만달레이에 입성하는 영국군, 이 사건은 마지막 버마 군주 티바우 민의 퇴위로 이어젔다.

1944년 7월 마우치(Mawchi)에서 박격포를 쏘고 있는 영국군

18세기에 미얀마는 인도와 인접한 미얀마 서쪽의 아삼, 마니푸르, 아라칸 지방에 자신들의 전통적인 영향력을 유지하기 위하여 노력했다. 그러나 이같은 행동은 동시기에 점차 동쪽으로 뻗어 나오며 세력을 확장해오던 영국 동인도회사와 충돌할 수밖에 없었고, 결국 영국-미얀마 전쟁이 발발하면서 이후 약 몇 십년 동안 영국과 미얀마는 충돌을 반복하게 된다. 미얀마는 이 전쟁에서 당시 최강대국이던 영국을 이길 수 없었고, 결국 미얀마 대부분은 영국의 손아귀에 떨어지고야 만다. 수도인 만달레이가 무너지자, 마침내 미얀마 전체가 영국의 지배 하에 놓였으며 1886년 1월 1일에는 공식적으로 영국에 합병되었다.
영국 식민통치기에 수많은 인도인들이 영국인들에 의하여 미얀마로 이주해왔고, 주로 군인, 공무원, 건설 인부, 상인 등 다양한 업종에 종사하면서 미얀마의 부와 권력을 독점해나가기 시작하였다. 영국은 영국령 버마의 수도를 랑군으로 정했고, 캘커타와 싱가포르 사이의 중요한 항구도시로 발돋움시키며 랑군을 아시아에서도 손꼽히는 대도시로 만들어 나갔다. 다만 영국인들의 통치에 대한 미얀마인들의 반감은 매우 심했고, 랑군에서는 심지어 1930년대까지도 영국에 대한 시위와 폭동이 자주 일어났다. 시위의 이유는 다양했는데, 가장 대표적인 것은 사원에 들어갈 때에는 신발을 벗어야 하는 미얀마의 전통을 영국인들이 지키지 않으며 미얀마를 무시하는 행동을 취한 것등이 있었다. 이때 불교 승려들이 주로 반영 시위를 이끌었는데, 한 승려는 감옥 수감 중 승복을 입는 것을 금지한 영국의 조치에 반발하여 무려 166일간의 단식 시위 끝에 옥중 사망하기도 했다.
1937년 4월 1일에는 버마가 영국에서 떨어져 나와 독립적인 식민지가 되었고, 바 모가 버마의 첫 총리로 지명되었다. 바 모 총리는 버마인들의 자치론자였으며, 영국 본토의 간섭을 매우 싫어하는 편이었다. 얼마 후 발발한 제2차 세계 대전에서 그는 총리직에서 사임하였으며, 소요죄로 구속되었다. 1940년에 일본 제국이 전쟁에 공식적으로 참전하자, 현 미얀마의 국부로도 불리는 아웅 산이 일본에서 버마 독립군을 창설하였다. 버마는 일본과 영국의 주요 전선으로 떠올랐고, 미얀마는 폐허가 되고 말았다. 일본군이 수도인 랑군을 향해 진격을 시작했고, 영국 식민정부는 얼마 지나지 않아 무너졌다. 일본은 직후 바 모 전 총리를 내세워 버마 행정위원회를 구성하였으며, 실제로는 괴뢰 정부를 세워 미얀마를 통치하였다. 상황이 악화되자 영국 측에서는 친디트 특수부대를 구성, 미얀마에서 게릴라전을 펼쳤으며, 지속적으로 전선 후방에서 일본에 상당한 피해를 주기도 했다. 전쟁이 끝으로 치닫던 1944년 말, 연합군이 드디어 미얀마에 상륙하였으며 1945년 7월에는 마침내 미얀마를 해방시키는 데에 성공하였다. 세계대전에서 일본은 버마에서 15만 명의 군인들을 잃었다고 전해진다. 버마인들은 전쟁 초기에는 일본 측에서 싸웠으나, 점차 일본의 비윤리적인 실태에 실망하여 돌아섰으며, 버마인들이 아닌 소수민족들 대다수는 영국과 연합국 측에서 싸웠다. 버마 독립군 또한 1942년부터 1944년까지는 일본 측에서 싸웠으나, 1945년에는 연합국 측으로 돌아섰다. 약 17만 명에서 25만 명의 버마 민간인들이 전쟁에서 사망한 것으로 추정한다.
세계 대전이 종식되자, 전쟁 중 버마를 이끌었던 아웅 산이 소수민족 지도자들과 팡롱 조약을 체결하여 소수민족들이 떨어져나가지 않고 미얀마를 하나의 국가로 독립시키겠다는 약속을 받아내었다. 1947년에는 아웅 산이 미얀마 행정위원회의 위원장이 되었으며, 과도 정부의 수반으로 등극하였다. 그러나 1947년 7월에 그의 정치적 라이벌들이 아웅 산과 내각 요인들을 암살하는 일이 발생하였다.

### 독립
미얀마는 1948년 1월 4일에 공식적으로 독립 공화국이 되었다. 새 공화국의 이름은 ‘버마 연방’으로 결정되었으며, 우 누를 초대 총리로 지명하였다. 버마 연방은 여러 전 영국 식민지들과는 다르게 영국 중심의 국제기구인 커먼웰스에 가입하지 않았다. 이후 양원제를 기본으로 한 의회가 구성되었고, 다당제에 기반한 선거가 1951년에서 1952년에, 1956년에, 1960년에 한 번씩 시행되었다. 1961년에는 UN의 버마 대표이자 이전 총리보좌관이었던 우 딴이 유엔 사무총장에 선출되며 약 10년을 재임하였다. 그 외에도 UN에서 일한 버마인들 중에서는 국부인 아웅 산의 딸이자 1991년 노벨 평화상 수상자인 아웅산 수치 등이 있다.
한편 버마 연방은 갈수록 상황이 불안정해졌다. 소수민족들은 점차 목소리를 키우며 연방 내에서의 자신들의 위치를 확고히 하고자 하였고, 민간 정부는 제대로 구심점을 찾지 못한 채 탁상공론을 계속하며 사회적, 경제적으로 추락을 거듭했다. 이 시기에 조용히 힘을 키우고 있던 군부가 마침내 1962년에 쿠데타를 일으켰고, ‘연방제’라는 미명 하에 독재를 실시하며 미얀마의 민주주의를 압살하였다.

### 군부 독재
1962년 3월 2일에 네윈 장군이 이끄는 군부가 쿠데타를 일으켜 미얀마의 권력을 빼앗았으며, 그 때 이후로 2011년까지 미얀마는 군부의 지배 하에 놓이게 된다. 1962년부터 1974년까지 미얀마는 군부 주도의 혁명위원회의 지배를 받았으며, 이 시기에 미디어, 국영기업, 공장 등 대부분의 경제 주체들이 국유화되거나 ‘버마식 사회주의’라는 이름 하에 정부의 통제 하에 놓였다. 군부는 소련식 경제 계획을 모델로 중앙통제식 경제 모델을 내세웠으며, 민간의 투자나 해외 무역 등을 엄격히 통제하였다.
1974년에는 버마 사회주의 연방 공화국의 헌법이 채택되었다. 1988년까지는 아예 군부 이외의 정당이 금지된 일당제 국가였으며, 군부 출신 인사들이 유일한 합법정당이었던 버마사회주의계획당(Burma Socialist Programme Party) 내에서 돌아가면서 권력을 차지하였다. 군부의 통치 하에 버마는 세계에서 가장 가난한 나라들 중 하나로 전락하였으며, 일반인들의 삶의 질 또한 하락을 거듭하였다. 네윈의 통치기에 전국에서 산발적인 시위들이 일어났으나, 군부는 이 시위들을 무력으로 진압하며 반대 의견들을 억눌렀다. 1962년 7월 7일에는 정부가 랑군 대학에서 대학생들이 벌이던 시위를 강제 진압하며 무려 15명의 학생들을 죽이는 참사가 벌어지기도 했다. 1974년에는 우 딴의 장례식 기간 도중 국민들 사이에서 불온한 움직임이 보이자 이때에도 폭력을 사용하여 진압하였다. 이 외에도 1975년, 1976년, 1977년에도 각각 시위가 일어났으나, 군부는 압도적인 무력을 사용하여 이를 억눌렀다.
1988년에 경제가 혼란에 빠져들고 군부의 억압이 갈수록 심해지자 참다못한 버마 시민들이 자발적으로 반군부 시위를 일으켰는데, 이를 8888 항쟁이라고 한다. 이 항쟁에서 군대는 수 천명의 시민들을 학살하였고, 이로 인해 국제사회의 엄청난 지탄을 받기도 했다. 군부의 이미지가 갈수록 악화되자, 소 마웅 장군이 군부 내에서 쿠데타를 일으켜 국가평화발전평의회(SLORC)를 구성, 이미지 변화를 꾀했다. 군부는 1989년 5월에 국회 선거를 계획하였고, 국명도 1989년 6월 18일에 ‘버마사회주의연방공화국’에서 ‘미얀마 연방’으로 바꾸었다.
1990년 5월에는 미얀마에서 거의 30여 년 만에 처음으로 자유로운 다당제 선거가 열렸고, 아웅산 수치가 이끄는 국민민주연맹(NLD)이 전체 492석 가운데 392석을 얻는 압도적인 대승리를 거두었다. 그러나 군부는 당연히 이 결과를 받아들이는 것을 거부하였고, 국가평화발전평의회는 2011년까지 미얀마를 통치하였다. 1997년 6월 23일에 미얀마는 ASEAN에 가입하였으며, 2006년 3월 27일에는 군부가 수도를 랑군에서 옮겨 ‘왕들의 도시’라는 뜻의 네피도로 천도하였다.
2007년 8월에는 연료 가격 상승으로 인하여 사회 분위기가 뒤숭숭해지며 승려들이 주도한 샤프란 혁명이 일어나기도 했다. 군부는 이 또한 강제로 진압하였다. 2007년 9월 26일에는 쉐다곤 파고다에서 바리케이드를 치고 농성하고 있던 승려들을 군대를 동원하여 죽였으며, 이에 반대하던 시민들도 체포하여 고문하거나 학살하였다. 이같은 조치에 대해서 심지어 군부 내에서도 반대의 목소리가 있던 것으로 알려졌으나, 확인되지는 않았다. 군부의 이같은 억압은 국제사회에 엄청난 분노를 일으켰고, 이후 미얀마 정부에 대한 국제적인 경제 제재가 시행되기 시작하였다.
이와중에 미얀마에서는 자연재해까지 일어났는데, 태풍이 2008년 5월에 이라와디 강 삼각주에 몰아닥치며 미얀마의 곡창지대에 엄청난 피해를 입힌 것이다. 미얀마 역사상 최악의 자연재해로 기록된 이 사건으로 인하여 약 20만 명에 달하는 국민들이 죽거나 실종되었으며, 약 100만 명이 집을 잃고 떠돌이 신세로 전락하였다. 한편 미얀마 정부는 국내의 열악한 사정이 해외로 유출될까 두려워 UN과 국제사회의 원조를 받기를 거부하였으며, 이로 인하여 국민들의 피해는 갈수록 가중되었다. 이외에도 수많은 국제 인권단체들이 나서 인도주의적 협력을 제안하였으나, 미얀마 정부는 약, 식량, 침구 등 모든 종류의 지원을 거부하였고, 자연재해로 인한 피해는 갈수록 심화되었다.
2009년 8월에는 미얀마 북부 지방에서 소수민족과의 갈등이 터졌고, 군부는 이에 군대를 파견하여 한족, 와족, 카친족 등 여러 소수민족들과 전투를 벌였다. 8월에 이로 인하여 약 1만 명에 달하는 미얀마인들이 전투를 피하여 인접한 지나의 윈난성으로 도망친 것으로 추산된다.

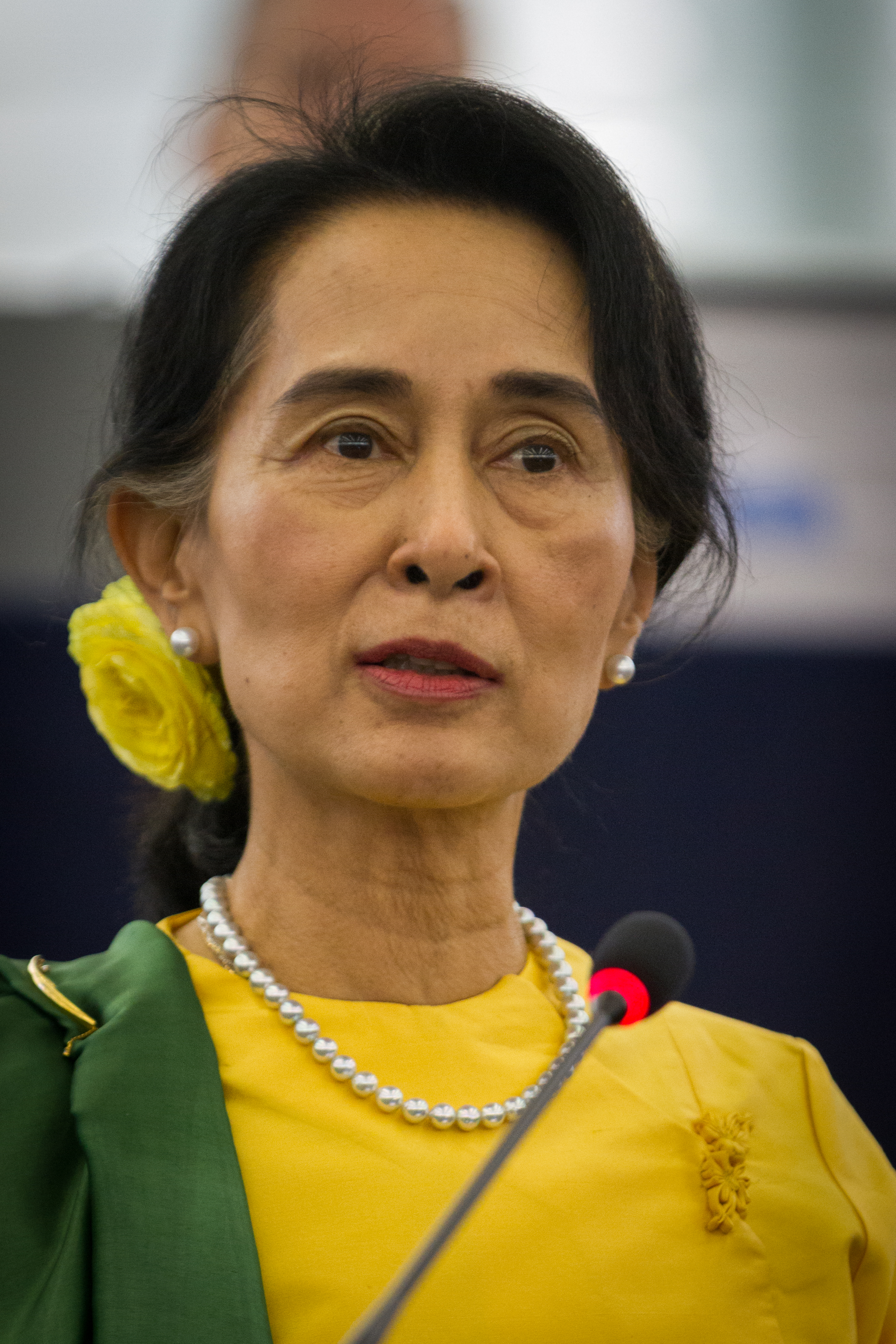
아웅산 수치 국가고문

### 민정 이양
국제사회의 압박이 갈수록 심해지고 경제제재가 악화되자, 미얀마 군부는 국민투표를 실시하여 부분적인 민주화를 계획하기 시작하였다. 이 과정에서 미얀마의 국명이 또다시 ‘미얀마 연방’에서 ‘미얀마 연방 공화국’으로 바뀌었으며, 2010년에는 새롭게 제정된 헌법 하에 총선이 실시되었다. 2010년의 총선은 대체적으로 평화로운 분위기 속에서 진행되었으나, 서구 국가들과 UN 측에서는 이 과정에서 군부 측에서 불법 행위를 저지르는 등 선거 과정에서 문제가 많았다고 비난하였다.
2010년 총선에서 군부의 지원을 받는 통합단결발전당(USDP)가 승리를 거두었고, 전체 득표수의 80%를 받았다고 공표하였다. 그러나 수많은 국제기구들과 인권단체 측에서는 군부가 부정한 방법으로 선거에 개입하였으며, 재선거를 실시해야 한다고 주장하였다. 물론 군부 측에서는 이를 받아들이지 않았고, 군부는 2011년 3월 30일에 공식적으로 해산하여 통합단결발전당에게 권력을 넘겨주었다. 2010년 총선 이후, 정부 측에서는 여러 개혁조치들을 실시하여 민주주의로의 과정을 조금씩이나마 밟아나가기 시작하였다. 미얀마는 혼합경제, 선거 등의 조치를 도입하였으며, 민주주의 운동가인 아웅산 수치도 오랜 가택연금에서 풀어주었고 국가인권위원회도 신설하였다. 또한 새로운 노동법을 신설하여 노동조합과 파업의 권리를 인정하였고, 언론 검열을 완화하였으며 환율도 정부가 아닌 민간 측에서 일부 담당할 수 있도록 바꾸었다.
이처럼 미얀마가 조금씩 민주화에 진전을 보이자, 국제적인 위상도 높아지기 시작하였다. ASEAN 회원국들은 미얀마가 2014년에 의장국을 맡는 데에 동의하였으며, 당시 국무장관이었던 힐러리 클린턴이 2011년 12월에 미얀마를 방문하기도 했다. 이는 거의 약 50여년 만의 일이었다는 데에 의의가 있다. 한편 빌 클린턴 대통령은 당시 대통령과 군부 지도자, 그리고 아웅산 수치 등 모두를 접견하기도 했다. 한편 미얀마 정부는 국민민주연맹의 정치 참여를 막았던 법을 폐지하여 2012년의 재보궐선거에서 국민민주연맹의 후보를 허가하기도 했다. 또한 역사상 최초로 해외 인사들이 선거 과정을 지켜볼 수 있도록 허락하기도 하였다.
2015년 11월 8일에 또다시 총선이 열렸으며, 이는 1990년 이래 처음으로 공개적으로 치러지는 선거이기도 하였다. 이 선거에서 NLD는 상원과 하원 모두 압도적인 대승을 거두었으며, 이로 인해 국민민주동맹의 지도자가 대통령에 당선될 것이라는 것도 거의 확실해졌다. 다만 국민민주동맹의 상징과도 같은 아웅산 수치는 군부 세력에 의해 법적으로 대통령직에 오를 수 없다고 못박혀 버렸다. 2016년 2월 1일에는 새로운 의원들로 구성된 의회가 출범하였고, 2016년 3월 15일에는 틴쪼 대통령이 1962년 이래 처음으로 비-군부 출신으로 대통령직에 올랐다. 2016년 4월에는 아웅산 수치가 특별 신설직인 ‘국가고문’직에 취임하였다. 참고로 국가고문직은 미얀마 내에서 총리직과 동등한 위치이다.

### 2021년 군부 쿠데타
2020년에 미얀마에서 치러진 총선에서는 집권 여당인 NLD가 군부 정당인 통합단결발전당(USDP)를 포함하여 여러 군소정당들과 경쟁하였는데, 결과적으로는 또다시 상원과 하원에서 압도적인 대승을 거두며 476석 가운데에서 396석을 차지하였다. 통합단결발전당과 군부 측에서는 심지어 2015년 총선보다도 악화된 결과가 나오자 엄청난 충격을 받았으며, 전체 476석 중 33석이라는 참담한 실적을 거두고 말았다. 이로 인해 군부는 선거 결과 수용을 거부하였으며, 통합단결발전당은 군부의 감시 하에 새로운 선거를 치를 것을 정부에게 요구하기 시작하였다. 이외에도 선거에 참여한 90여 개 정당들 가운데에서 15개의 정당이 재검표나 재선거를 주장하였으나, 국외 선거 감시자들의 말에 따르면 이번 선거에서 특별히 문제 삼을 만한 점은 없었다고 한다.
군부는 끝까지 선거 부정을 주장하였고, 300여 개가 넘는 선거구에서 8백만 개에 달하는 부정이 발견되었다면서 선거위원회에게 이를 시정할 것을 요구하였으나, 선거위원회 측에서는 이번 선거에서 별다른 부정이 벌어지지 않았으며 이에 따라 재선거나 재검표도 없을 것이라고 밝혔다. 게다가 국민민주동맹의 승리가 워낙 압도적이었기에, 재선거를 치른다고 하여도 국민들의 뜻을 뒤집지는 못할 것이라고 밝혔다. 2021년 1월, 새 의원들이 임기를 시작하기 직전에 정부 측에서는 아웅산 수치 여사가 새 내각에서도 국가고문직을 유지할 것이라고 밝혔다.
2021년 2월 1일 아침에 미얀마 육군 장군인 민 아웅 흘라잉이 쿠데타를 일으켜 국가고문인 아웅산 수치를 구금하고 여러 정부 내각요인들을 강제로 체포하였다. 이후 권력을 장악한 흘라잉 장군은 1년 간의 국가비상상태를 선포하였고, 국경 폐쇄, 여행 금지, 전자통신 금지 등 여러 폐쇄적 조치를 내리며 국가권력을 틀어쥐기 시작하였다.
군부는 자신들의 행동이 그저 부정한 선거를 되잡고 새 정부를 구성하기 위한 입헌적인 절차라고 항변하고 있으며, 군부가 장악한 미디어 측에서는 1년 안에 새로운 선거가 군부의 통제 하에 치러질 것이라고 한다. 다만 군부 측에서 공식적으로 재선거를 공언한 적은 없다. 국가고문인 아웅산 수치와 윈민 대통령은 가택연금 상황에 놓였으며, 군부는 그들에게 온갖 죄목을 동원하여 기소하였다. 군부는 국민민주연맹 출신 정치인들을 수도에서 추방하였으며, 2021년 3월 15일에는 계엄령을 확장 시행하여 양곤에까지 선포하였다. 한편 이에 저항하는 국민들의 시위가 강해지자, 군부는 무력을 사용하여 이를 진압하였고 하루에만 무려 38명에 달하는 국민들을 살해하였다.
쿠데타 2번째 날, 수 천명의 항의 시위대들이 미얀마의 중심도시인 양곤의 거리로 뛰쳐나와 군부의 쿠데타에 반대하는 시위를 벌였으며, 전국적으로도 수많은 시위들이 벌어졌다. 군부는 이들을 체포하거나 죽이는 것으로 대응하였으나, 이같은 탄압에도 불구하고 공무원, 교사, 학생, 일반인들 등 수많은 사람들이 시위에 참가하였다.

UN 측에서는 곧바로 불법 쿠데타를 규탄하였으며, 조 바이든 대통령을 포함한 각국 지도자들도 이를 비판하였다. 국제사회는 아웅산 수치 국가고문을 포함하여 군부가 불법적으로 구금한 정부 인사들을 석방할 것을 촉구하였으며, 시민들을 상대로 화기를 사용하지 말 것을 요구하였다. 또한 2010년대 중반 이후 조금씩 완화되기 시작한 미얀마에 대한 경제 제재도 일부 다시 시행하기 시작하였으며, 국제적인 교류도 다수 차단되었다. 한편 미얀마 군부 측에서는 은행을 강제로 닫았으며, 페이스북과 트위터 등을 포함한 미디어도 차단하여 해외와의 접속을 차단하였다. 

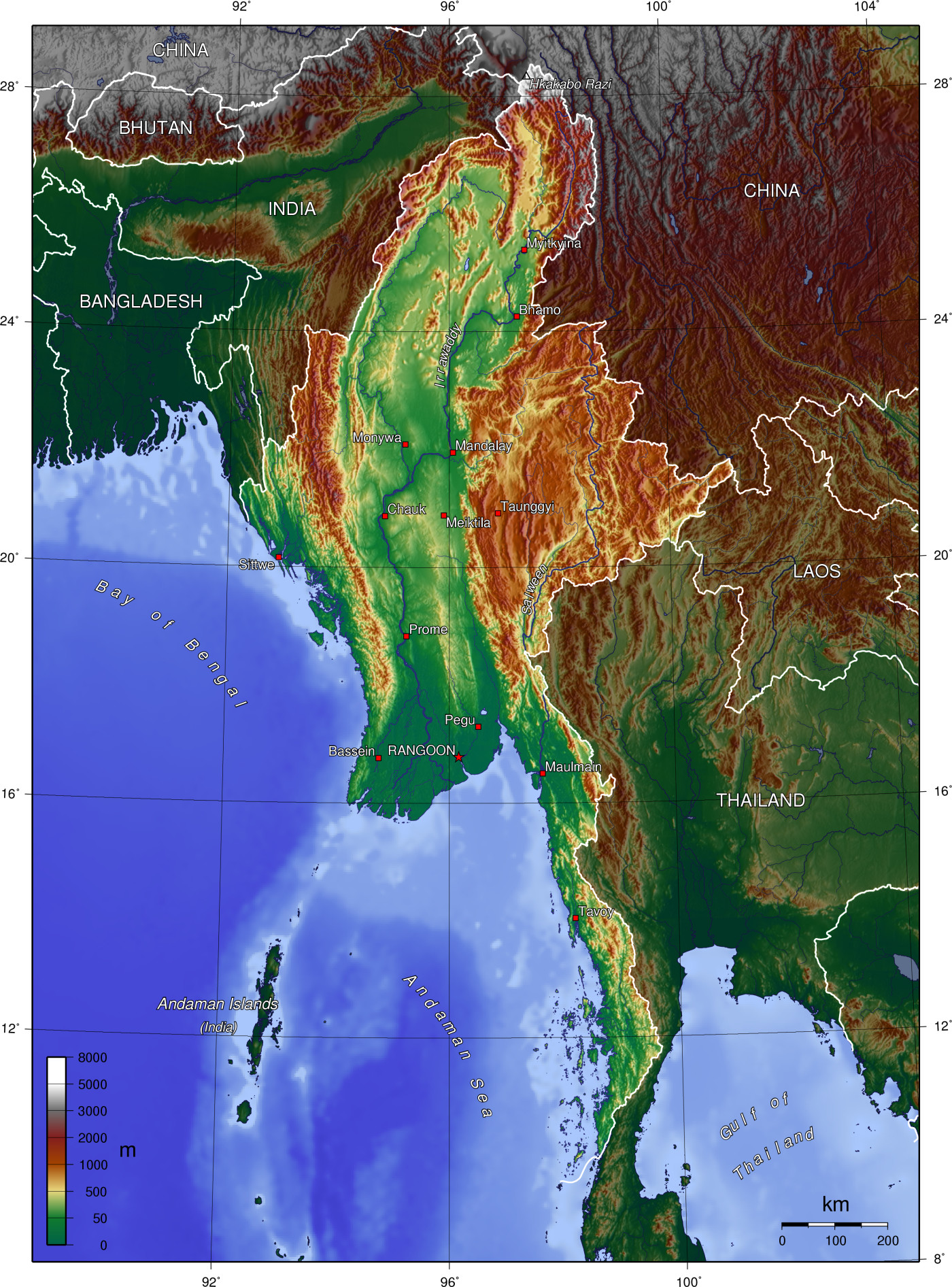
미얀마의 지형도

## 지리
미얀마의 총 면적은 678,500km2로, 인도차이나 반도의 국가 중에서 가장 크고, 세계에서는 40번째로 크다. 북서쪽은 방글라데시의 치타공주와 인도의 미조람주, 마니푸르주, 나갈랜드주, 아루나찰프라데시주, 북쪽은 중화인민공화국의 티베트 자치구, 북동쪽은 중화인민공화국의 윈난성과 접하고 국경의 총 길이는 2,185km이다. 미얀마는 남쪽과 남서쪽으로 벵골만 및 안다만해에 이르는 1,930km의 해안선을 가지고 있다.
인도차이나반도의 서단에 위치하고 있고, 지형적으로는 서부의 아라칸산맥, 북부의 고산지대, 중부의 저지, 동부의 샨 및 테나세림 산지가 펼쳐져 있다. 중부는 다시 건조지인 상(上)미얀마분지와 저습지인 하(下)미얀마로 나뉜다.

### 기후
국토가 남북으로 길기 때문에 차이가 많다. 대부분의 지역이 열대 몬순 기후로서 동쪽의 태국과 비슷하나 만달레이 이북은 온대 동계 건조 기후이다. 그리고 북쪽의 산악 지대는 겨울에 서리도 내린다. 몬순의 영향으로 5월부터 우기이다. 강우량은 하미얀마에서 2,500mm, 산간부에서는 5,000mm에 달한다. 11월에서 4월에 이르는 동안 몬순이 북동쪽에서 불게 되면 비가 거의 오지 않는 건조기가 된다.
네피도 이남 지역은 1월 평균 20도이상 온대와 열대의 경계지역인 중북부의 만달레이에서 미치나에 이르는 지역은 1월평균 15~22도 온대기후에 속하는 최북단의 푸타오지구는 1월평균 13도이다.

## 정치
미얀마는 명목상으로는 의회민주주의에 기반을 한 입헌공화국이지만, 2021년 2월에 발생한 미얀마군 주도의 군사 쿠데타로 인하여 아웅산수찌 국가고문 주도의 내각이 무너지고 다시 군사 정권이 수립되었다. 2021년 2월, 미얀마군 지도부는 1년 간의 국가비상상태를 선포하였으며 초대 부통령인 민 슈웨를 대통령 권한대행으로 신임했다. 또한 군부 측 최고 지도자인 민 아웅 흘라잉 장군이 국가통치평의회를 창설해 의장을 맡고 있으며, 현재는 양원 의회와 2020년 총선 결과를 무효화하고 아웅산수찌와 그녀의 측근을 구금하고 여당 민족민주연맹을 불법화시켰다.
미얀마의 헌법은 독립 이래로 3차례 개헌이 이루어졌는데, 그동안 워낙 오랜 기간 동안 군부의 독재가 이루어졌기에 사실상 유명무실하며 헌법보다 미얀마군의 이권이 더 중요시되는 경우가 많다. 현재 미얀마는 대통령이 일부 입법권을 가지고 있는, 양원제를 기반으로 한 의회제도를 채택하고 있는데, 국회의원들 중 25%는 미얀마군이 지명하며 나머지 75%의 의원들만 총선을 통하여 선거로 뽑힌다.
미얀마 의회는 양원제로 구성되어 있으며, 상원(House of Nationalities)는 224석, 하원(House of Representatives)는 440석의 의원들로 구성되어 있다. 상원의원 224명들 중 168명은 직접선거를 통한 총선으로 뽑히며, 나머지 56명은 미얀마 군부에 의하여 임명된다. 마찬가지로 하원 역시 330명의 의원들만 선거로 뽑히고 나머지 110명은 군부에 의하여 임명된다.
미얀마 정계는 크게 2개의 정당으로 나누어져 있는데, 하나가 아웅산수찌 국가고문이 이끄는 정당인 민족민주연맹(NLD)이며 나머지 하나는 미얀마군 및 재향군인 단체들과 밀접한 관련이 있는 연방단결발전당(USDP)이다. 현재 미얀마의 헌법인 3차 헌법은 2008년에 군부 주도로 국민투표를 통하여 발효되었는데, 2,200만 명의 투표자들 중에서 무려 99%가 헌법 통과에 찬성의 뜻을 표했다는 점에서 국제사회는 이 투표 결과에 의심의 눈초리를 보내고 있다. 군부가 자신의 뜻에 맞는 헌법을 통과시키기 위하여 투표함 바꿔치기, 찬성표 추가하기, 개표 결과 조작하기 등 다양한 부정을 저질렀다는 것이다.
2010년 선거에서는 군부 정당인 연방단결발전당이 승리를 거두었다. 다만 여러 해외 국제기구들은 이 결과의 정당성에 의문을 표하기도 했다. 가장 대표적인 문제점이 바로 오직 군부가 인정한 정당만 선거에 출마할 수 있었으며, 가장 대표적인 야당인 민족민주연맹은 선거에 참가하지도 못했다는 것이다. 다만 선거의 부정 결과와는 상관없이, 2010년 선거로 인하여 구성된 정부가 아웅산수찌를 포함하여 여러 반 군사정권 활동가들을 가택 연금에서 석방하고 통제를 완화함에 따라 군부가 이런 조치라도 하는 것이 미얀마의 민주화를 향한 진전이라는 평가를 들었다. 또한 정부 측에서 갑작스레 2011년에 개혁 정책을 펴면서 관제가 아닌 야당의 존재를 허용하기 시작하자, 민족민주연맹 또한 야당으로 등록하고 후일의 선거를 기약하면서 2010년의 선거 결과를 전적으로 수용하였다.
미얀마의 정치 역사는 전체적으로 군부의 탄압과, 끊임없는 민주화 시도와 그에 대한 충돌들로 얼룩져 있다. 미얀마가 앞으로 어떻게 민주화를 진행할 것인지가 향후 미얀마의 미래를 결정할 것이라는 것이다. 이후 2015년에 아웅산수찌의 민족민주연맹이 압승을 거두면서 미얀마 민주화에 대한 기대도 한때 매우 높아졌었다. 미얀마의 부패인식지수는 전체 180개국들 중 130위를 차지하였다.

## 행정 구역

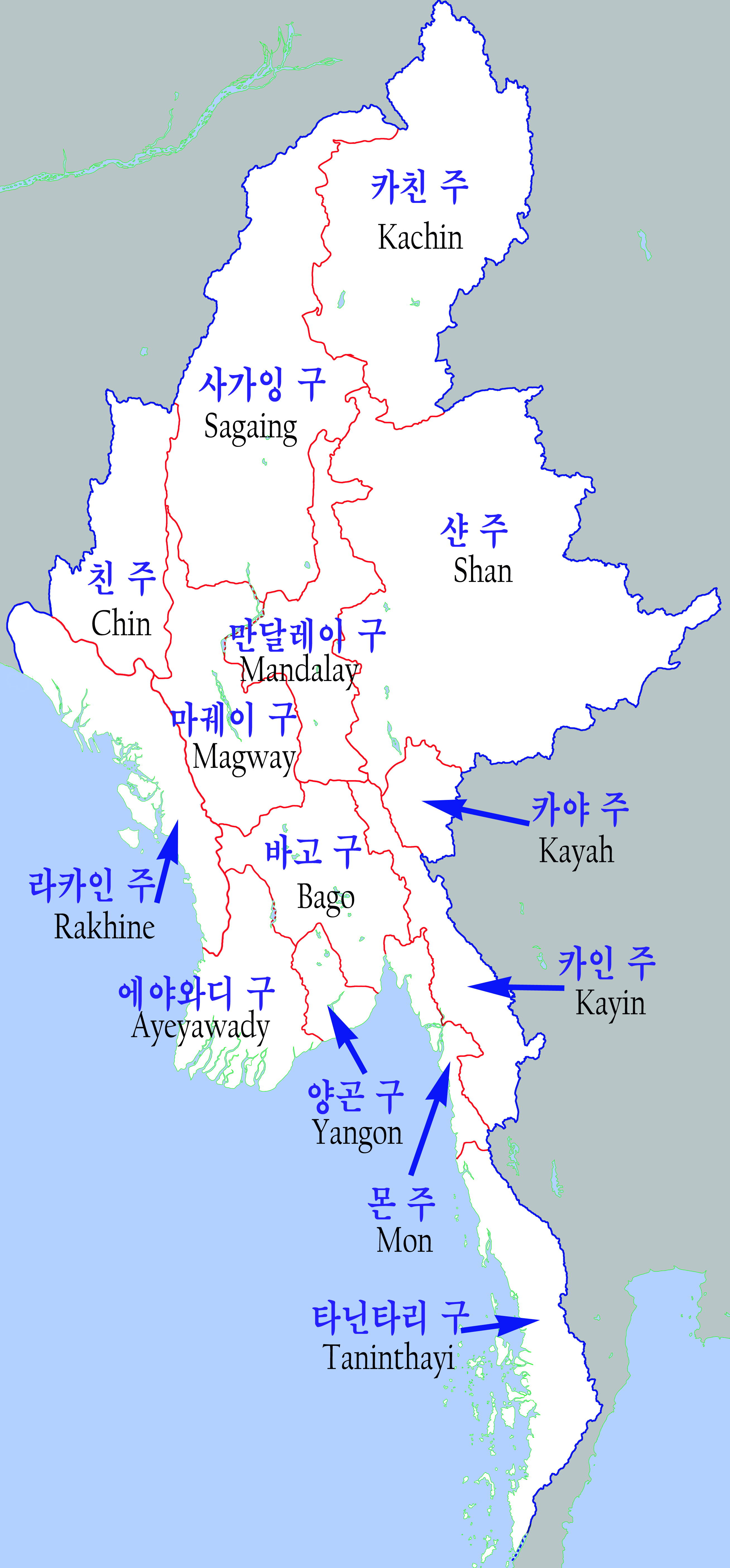
미얀마의 14개 구와 주

공식 수도는 네피도(2006년 초까지는 양곤)이며 행정 수도는 핀마나(2005년 11월 7일부터)이다.
행정구역은 7개 구역(tine/တိုင်း)과 7개 주(pyay nal/ပြည်နယ်)로 되어 있다. 구역은 버마족이, 주는 소수 민족이 주로 거주한다.

#### 구(Yin)
1. 사가잉 구(Sagaing Division)
2. 타닌타리 구(Taninthayi Division)
3. 바고 구(Bago Division)
4. 마궤이 구(Magway Division)
5. 만달레이 구(Mandalay Division)
6. 양곤 구(Yangon Division)
7. 에야와디 구(Ayeyawady Division)

#### 주(Pyine)
1. 카친 주(Kachin State)
2. 카야 주(Kayah State)
3. 카인 주(Kayin State)
4. 친 주(Chin State)
5. 몬 주(Mon State)
6. 라카인주(Rakhine State)
7. 샨 주(Shan State)

## 외교
미얀마는 역사적으로도 서구권 국가들과 껄끄러운 관계를 가지고 있다. 다만 2010년대 이후 민주화가 점진적으로 진행되며 서구 국가들과의 관계가 일부 개선되기는 하였다. 가장 대표적인 서구 국가인 미국은 군부 독재 기간 동안 미얀마에 대한 전격적인 경제 제재를 실시하면서 외교 관계가 상당히 좋지 못한 편이었으나, 2011년 11월부터는 일부 인도주의적 차원에서 제재를 일부 풀어주면서 관계 완화기에 들어갔으며 2012년 1월에는 외교관계를 다시 재수립할 것을 천명하였다. 유럽연합의 경우, 미얀마에 대하여 무기수출 제한이나 무역 특혜 금지, 인도주의적 목적을 제외한 모든 차원의 협력 금지 등의 제재를 가해오고 있다.
미국과 유럽 등은 미얀마에게 보이콧, 미얀마계 기업들에 대한 압박 등을 통하여 미얀마 군부에 대한 지속적인 압박을 가해오고 있었는데, 이 때문에 미얀마 군부와의 관계가 심각하게 악화되면서 대다수의 서구권 계열 회사들이 미얀마에 진출치 못하고 철수해야만 했다. 2012년 4월에는 영국의 데이비드 캐머런 총리는 민주계열인 국민민주동맹이 재보궐선거에서 전체 45석들 중 43석을 쓸어가고, 아웅산 수치가 당대표로 선출되는 등 미얀마의 민주화 운동이 진전을 보이고 있으니 미얀마에 대한 제재를 일부 완화해야 할 필요성을 제기하기도 하였다.
서구권 회사들이 대부분 미얀마와의 경제 협력을 꺼려하던 와중에, 대다수의 아시아 계열의 기업들은 특히 천연자원 분야에서 미얀마에 투자 가능성을 보고 경제적 협력을 가속화하였다. 이 덕분에 미얀마 군부는 바로 접하고 있는 인도와 지나와 굉장히 정치적으로 가까워졌으며, 일부 인도계와 지나계 기업들은 국내 진출도 허용하였다. 또한 인도가 ‘Look East' 정책을 통하여 아시아 진출을 가속화하면서, 인도와 미얀마 간의 협력도 커졌으며 가스와 원유 탐사, 정보기술 공유, 수소 기술 공유, 항구와 도시 건설 등 다양한 분야에서 협력하고 있기도 하다. 다만 그렇다고 하여 아예 껄끄러운 것이 없는 것은 아니어서, 2008년에는 인도가 군부의 인권 억압을 명분으로 미얀마에 무기 수출 금지 조치를 단행하기도 하였다.
2011년대에 들어서 점차 민주화가 진행되자, 벨라루스의 총리 부부가 수도인 네피도에 방문하기도 하였으며 같은 날에 미국 국무장관인 힐러리 클린턴이 방문하여 아웅산 수치와 면담을 갖기도 하였다. 이후 2012년 9월부터는 미얀마의 국제사회 복귀가 더욱 가속되어서 아웅산 수치가 미국을 방문하기도 하였다. 2013년 5월에는 미얀마 연방공화국의 초대 대통령인 떼인세인 대통령이 미얀마 역사상 처음으로 백악관을 방문하였으며, 버락 오바마 대통령은 그에게 미얀마와 미국 사이의 긴장 완화, 경제적 제재 해제 등을 약속하였다. 다만 일부 인권운동가들은 아직도 미얀마 내에서 인권탄압이 이루어지고 있음을 지적하며 떼인세인 대통령의 방미를 거부하였으나, 오바마 대통령은 여전히 미얀마에 대한 지원을 약속하였다. 이 회담에서 떼인세인 대통령과 오바마 대통령은 정치범 해방, 정치 개혁 상설화, 법치, 소수민족 탄압 금지 등의 논제를 나누었으며, 2013년 5월 21일에는 상호경제협력조약을 체결하기까지 하였다. 2013년 6월에 미얀마는 세계경제포럼을 열었는데, 이는 미얀마가 개최한 첫 국제회의라는 데에서 의의가 매우 컸다. 포럼은 6월 5일부터 7일까지 열렸으며, 약 1,200여 명의 인사들이 전세계에서 참여하였다. 이들 중에서는 10명의 국가원수, 12명의 총리, 40명의 고위공직자들이 포함되어 있었다. 2019년 7월에는 미얀마를 포함한 37개국의 UN 대사들이 지나가 위구르와 신장 지역에서 소수민족들을 탄압하는 것을 막아달라는 내용의 서한을 UN 인권위원회에 보내기도 하였다.

## 국방
미얀마는 과거에 중국으로부터 막대한 양의 군사 지원을 받았다. 미얀마는 1997년 이래 ASEAN의 회원국이었으며, 군부 독재로 인하여 세계로부터 비난을 받던 2006년에는 의장국 지위를 포기하는 대신 ASEAN 정상회의를 미얀마에서 개최하기도 했다. 참고로 2014년에는 의장국 지위를 가지는 동시에 ASEAN 정상회의를 미얀마에서 개최하였다. 2008년 11월에는 접경한 방글라데시와 벵골해의 해저 유전을 동시에 탐사하면서 한때 양국간의 긴장이 고조된 적도 있다. 또한 로힝야족에 대한 탄압으로 인하여 방글라데시와 지속적인 신경전을 벌이기도 하였다.
미얀마의 군대는 따마도(Tatmadaw)라고도 불리는데, 인력은 약 488,000명 정도 된다. 크게 육군, 해군, 그리고 공군으로 이루어져 있으며, 단순히 현역병 규모로만 따지면 세계에서 12번째로 거대할 정도로 큰 군사집단들 중 하나이다. 군부 독재의 영향으로 미얀마 내에서 군대가 미치는 영향은 극도로 크고, 거의 모든 내각 인사들이 한때 군부를 거쳐갔거나 연이 있는 사람들이다. 이 때문에 정부의 국방비 지출도 해외로 잘 공개하지 않아서, 미얀마의 국방비 지출이 얼마 정도 되는지는 확실치 않으나 상당할 것으로 짐작된다. 미얀마는 주로 러시아, 우크라이나, 중국, 인도 등에서 무기를 수입해오는 것으로 알려져 있다.
미얀마는 현재 러시아의 도움을 받아 국내에 핵원자로를 건설하고 있는데, 이는 핵확산방지조약과 IAEA의 조치와 상반된 것이라 국제사회의 의심의 눈초리를 받고 있다. 군부는 2000년 9월에 IAEA에게 원자로 건설을 통보하였는데, 2010년에는 기밀폭로 사이트인 위키리크스가 미얀마가 북한의 기술을 넘겨받아 지대공 미사일 발사대를 건설했다고 폭로하기도 했다. 2019년에 미국 국방부는 미얀마가 현재까지는 핵확산방지조약을 어긴 것은 없다고 밝혔으나, 다만 핵 관련 계획을 더 투명화하라고 압박하였다.

## 인권
국제적으로도 1962년부터 2010년대까지 미얀마를 통치했던 군부가 세계적으로도 가장 극악하고 국민에 대한 통제가 심했던 정권들 중 하나라는 데에는 이견이 없다. 2012년 12월에 오바마 정부의 인권특별보좌관이었던 사만다 파워는 떼인세인 대통령의 방미 직전에 ‘미얀마에서는 여성과 아이들을 포함하여 민간인들을 상대로 한 심각한 인권 범죄가 자행되고 있다.’라고 백악관 블로그에 적었을 정도였다. UN의 회원국들과 주요 인권 단체들은 미얀마에서 자행되고 있는 대규모, 체계적인 범죄를 중단하라고 반복적으로 압박하고 있는데, 2009년 11월에는 유엔 총회에서 군부에게 인권을 존중할 것, 그리고 폭력을 멈출 것을 요구하였으며 국제법상의 인권을 충실하게 지킬 것을 당부하기도 했다.
휴먼라이츠워치, 엠네스티 등 여러 인권단체들에서는 미얀마에서 벌어지고 있는 인권범죄들을 심층적으로 다루어 세계 곳곳으로 퍼뜨리고는 한다. 2011년 프리덤 하우스의 조사에 의하면, ‘군부는 거의 모든 종류의 기본권을 억압하고 있다; 또한 양심의 거리낌 없이 인권 범죄를 자행하고 있다.’라고 한다. 2013년에는 미얀마 감옥에 약 100여 명의 정치범들이 수감되어 있으며, 특히 까렌, 까레니, 샨 족들을 대상으로 버마족에 강제로 동화시키려는 작업들도 물밑에서 이루어지고 있다고 전했다. 엠네스티의 사진 자료와 동영상들에 의하면 미얀마 군부와 아라칸군(AA) 사이에서 발생하는 전투로 인하여 라카인 주의 민간인들이 엄청난 피해를 입고 있다고 한다. 엠네스티 측에서는 UN 안전보장이사회 국가들이 미얀마에 개입하거나 국제사법위원회에 이를 제소해야 한다고 주장하기도 했다.

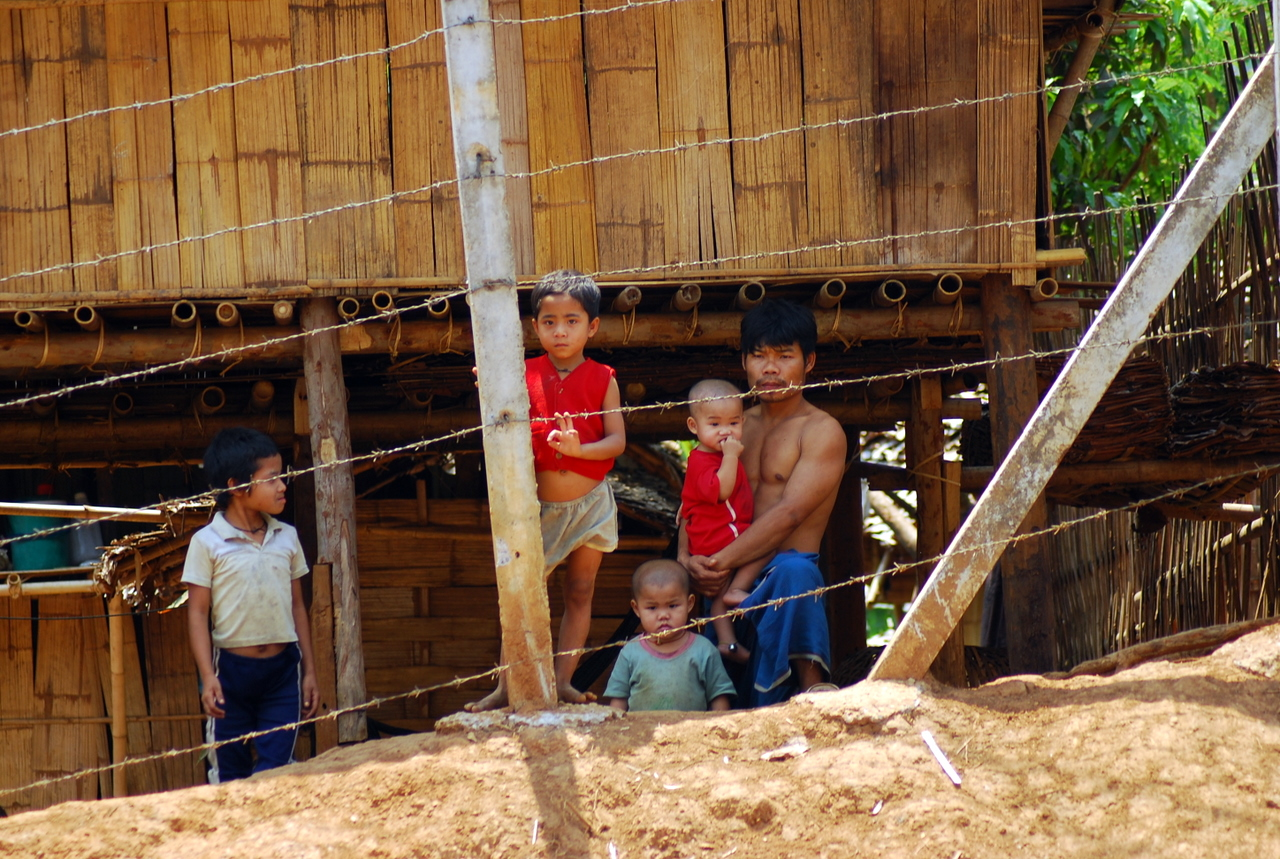
난민 캠프의 모습

### 소년병
미얀마 군대에서는 약 2012년까지만 하더라도 소년병들의 수가 상당했다. 인디펜던트 지는 2012년 6월에 보도하기를, ‘미얀마 군대 내에서 아이들이 40달러 밖에 되지 않는 가격에 거래되고 있으며, 쌀자루나 석유를 받고 넘겨지기도 한다’라고 폭로하기도 했다. UN의 특별조사관인 라디카 쿠마라스와미는 이 보도 이후 2012년 7월에 미얀마 정부의 대표들과 면담을 가졌으며, 빠른 변화를 촉구하였다. 이에 따라 미얀마 정부 측에서는 그 해 9월에 42명의 소년병들을 군대에서 내보냈으며, 국제노동기구 측에서는 정부군 뿐만 아니라 반군들과도 면담을 가지며 더 많은 수의 소년병들의 석방과 더 이상의 소년병 모집 금지를 요구하기도 하였다.

### 착취
미얀마에서는 강제 노동, 인신 매매, 아동 노동 등이 상당히 만연해 있다. 게다가 이를 통제해야 할 군부조차도 이를 자신들의 이권으로 보고 있으며, 오히려 성적 착취나 인신 매매 등으로 악명이 높은 실정이다. 2007년에는 국제적으로 미얀마에서 자행되는 범죄를 막고 여성인권을 신장하기 위한 대규모 캠페인이 벌어지기도 하였다. 미얀마에서 인신매매를 당하는 여성들은 거의 대부분이 가난한 빈민 출신으로, 더 나은 일자리나 월급을 받을 수 있다는 꼬임에 넘어가 브로커에게 속는다고 한다. 미얀마 군부 측에서도 이를 그저 방관하고만 있다고 전해진다. 미얀마 군부는 군인들에게 ‘민간에게 식량과 노동력을 징발하라’라고 지침까지 내리고 있으며, 정부 인사나 육군 인사 할 것 없이 모두 성적, 노동 착취에 깊이 관여하고 있다고 전해졌다. 특히 탄압받고 있는 소수민족 출신의 여성들이 표적이 많이 되며, 강제로 결혼을 하거나 임신을 해야 하는 것으로 알려졌다.

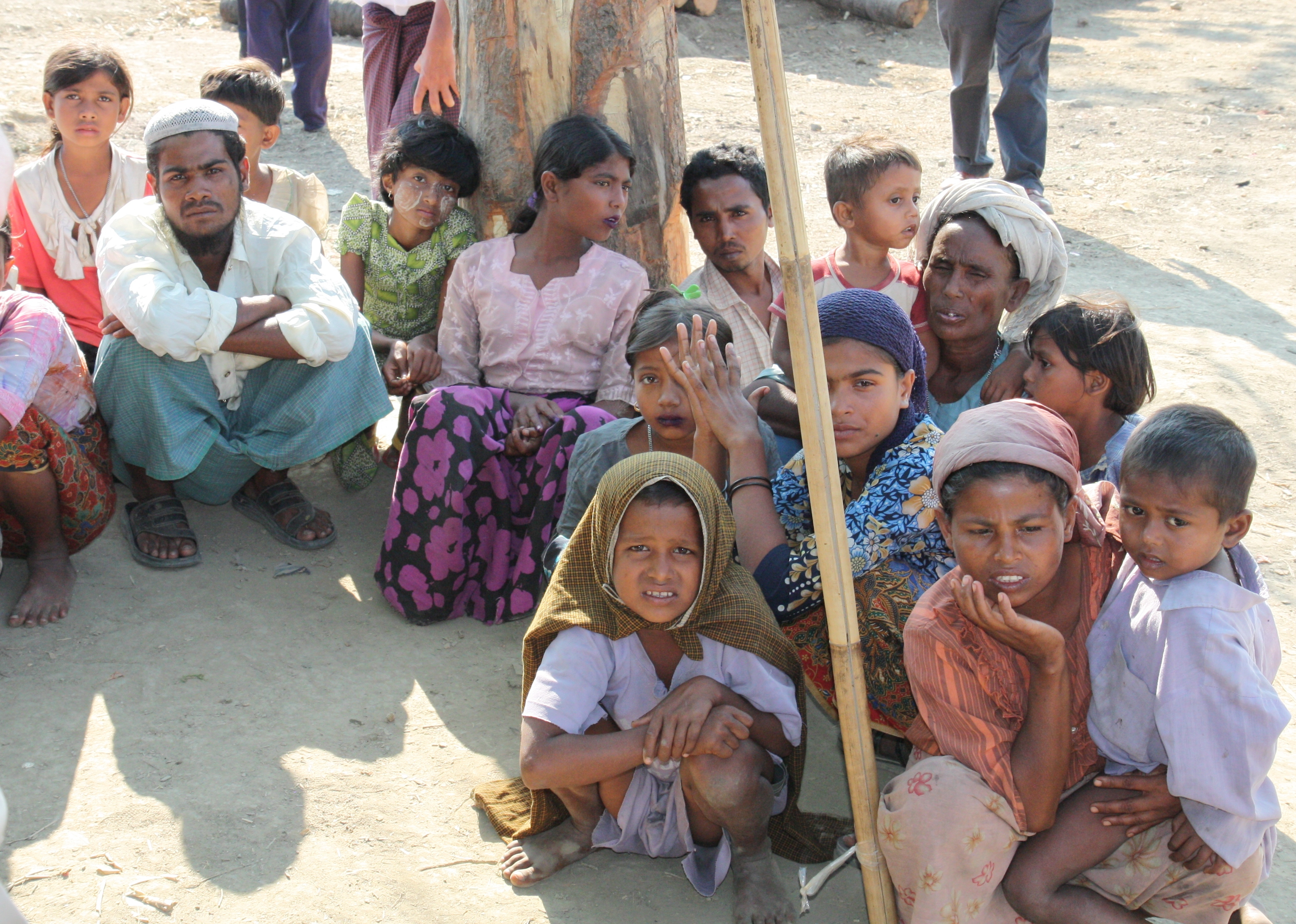
로힝야족 난민들의 모습

### 로힝야족 탄압
로힝야족은 지난 몇 십년 동안 버마인들이 주축이 된 미얀마 군부 측으로부터 강제로 동화 작업을 당해왔다. 그러나 로힝야족들은 스스로를 버마인으로 인정하기를 거부하고 있으며, 이로 인하여 갈등은 갈수록 심해지고 있는 판국이다. 이는 1982년의 시민법과도 관련이 있다. 당시 시민법에 따르면 국민들은 3개의 범주로 구분이 되는데, 크게 ‘완전시민’, ‘준시민’, ‘귀화시민’으로 나누었다. 완전시민은 전통적으로 미얀마에 살아왔던 민족들을 말하는 것으로, 버마족, 까렌족, 친족, 몬족, 샨족 등이 이 범주에 속한다. 준시민은 1823년 이전에도 자신들의 조상이 미얀마에 거주했다는 것을 증명할 수는 없으나, 최소 조부모계들 중 1명이 미얀마에 있었음을 증명하거나 1948년에 시민권을 이미 따놓은 자들이다. 귀화시민은 최소한 부모들 중 한 명이 완전시민이나 준시민들 중 하나이고, 부모가 1948년에 독립하기 이전부터 미얀마에 살고 있었던 자들을 의미한다. 로힝야족은 이 세 범주들 중 그 어떠한 것에도 해당하지 않았고, 이들을 눈엣가시로 여긴 군부 측에서는 이들을 쫒아내거나 강제로 동화시키려 들었다. 이로 인하여 80만 명에 달하는 로힝야족들 가운데 절반이 쫒겨났고, 나머지 사람들도 미얀마 내부에서 극심한 탄압을 받으며 살고 있다. 이같은 참상 때문에 로힝야족은 종종 ‘세계에서 아무도 원치 않는 자들’, 혹은 ‘세계에서 가장 탄압받는 소수민족’이라는 불명예를 얻기도 하였다.
로힝야족은 허가 없이는 여행도 떠날 수 없고, 토지를 소유할 수도 없으며 2명 이상 자녀를 가질 수 없다는 내용의 협약서에 서명도 강제로 해야 한다. 2012년 7월에 미얀마 정부는 아예 로힝야족을 미얀마 내의 소수민족 목록에 넣지도 않았는데, 이는 이들을 자국 국민으로 인정하지 않겠다는 뜻으로 그저 방글라데시에서 넘어온 피난민 수준으로 간주하겠다는 의미를 내포하고 있다. 이같은 탄압은 문민정부가 들어선 이후에도 극심하여서, 지금도 280여 명이 사망하였으며 14만 명에 달하는 로힝야족이 라카인 주에서 도망쳐서 난민 신세로 전락하였다고 전했다.

## 경제
미얀마는 2019년 기준으로 760억 9천만 달러 정도의 명목 GDP를 가지고 있으며, 세계에서 가장 빠르게 성장하고 있는 국가들 중 하나이다. 미얀마에서는 법적으로 외국인들이 미얀마 내에 자산들을 ‘소유’하는 것을 금지하고 있으며, 대신 임대권만을 허용하고 있다. 2014년 12얼에는 첫 주식거래소인 양곤 증권거래소를 개장하기도 했다.
미얀마는 워낙 경제적으로 낙후된 국가들 중 하나이기 때문에, 비공식 부문이 경제에서 차지하는 비중이 세계적으로도 가장 높은 국가에 속한다. 게다가 수 십년 동안 이어져 온 내전과 정치적 불안정, 군부의 부정부패 등으로 인하여 사회적으로도 빈곤한 국민들이 굉장히 많으며, 비록 자원 수출을 중심으로 수치상 성장은 거듭하고 있으나 실질적인 사회적, 경제적 성장은 상당히 더딘 편이다. 해외로 수출하는 상품들은 주로 이라와디 강과 태국을 통하여 외국으로 보낸다. 중국과 인도는 2010년대부터 동남아 지역에 영향력을 강화하기 위하여 미얀마와의 협력을 공고히 했으나, 미국과 EU 대부분 국가들은 인권 문제로 인하여 지난 몇 십년 동안 극심한 경제 제재를 가했다. 그러나 2010년대에 미얀마가 점진적인 민주화에 들어서자 미국도 이에 태도를 바꾸어 미얀마에 대한 경제 제재들을 해제하였으며, 투자도 점차 늘리고 있는 추세이다. 현재 미얀마에 가장 많이 투자하고 있는 국가들은 주로 동아시아 계열 국가들로, 중국, 싱가포르, 필리핀, 대한민국, 인도, 태국 등이 있다. 현재 미얀마에서는 군부가 관광업, 운송업, 석유 채굴업 등 주요 산업들을 대부분 틀어쥐고 이권을 따로 챙기고 있으며 부패도 심각하다.

### 경제사
영국 통치기의 미얀마에서는, 인구의 대부분을 차지하는 버마족들이 경제적으로 가장 빈곤한 삶을 살았으며, 외국에서 이민해온 중국인들, 인도인들, 기독교로 개종한 소수민족들이 중산층 계급을 이루었고 유럽 백인들이 유산층을 이루고 있었다. 미얀마는 유럽의 통치 하에서 무방비한 상태로 세계 경제권에 편입되어야만 했고, 영국은 미얀마의 농업을 집중적으로 육성시키면서 막대한 양의 부를 침탈해갔다. 이후 미얀마는 세계 최대의 쌀 수출국으로 떠올랐으며, 주로 유럽 시장에 쌀을 내다팔았다. 영국은 당시 미얀마의 양곤을 인도 캘커타와 싱가포르 사이를 잇는 초대규모 항구로 키울 계획을 가지고 있었고, 아시아의 이민자들 대다수를 수용하면서 1920년대에는 심지어 뉴욕을 제치고 세계 최대규모의 이민항이라는 지위를 차지하기도 하였다. 이때 엄청난 수의 인도인들이 미얀마로 쏟아져 들어왔고, 영국의 암묵적인 지원을 받으며 미얀마의 경제권을 장악, 오히려 현지인들을 내쫒고 경제적 이권들을 독점하는 일이 벌어지기도 했다. 당시 버마인들은 이같은 영국의 행패에 무력했고, 그저 바라보는 수밖에 없었다.
한편 미얀마의 전통적인 산업이었던 원유 채굴은 식민지화가 이루어진 직후 영국에게 넘어갔으며, 영국 회사인 ‘버마 석유’에게 독점적으로 맡겨졌다. 영국령 버마는 1853년부터 원유를 수출하기 시작했고, 세계 생산량의 75%를 홀로 만들어냈다. 그러나 원유 수출로 인하여 벌어들인 돈들은 거의 대부분이 유럽에게 넘어갔으며, 1930년대에 국제 쌀가격이 하락하기 시작하자 농업에 크게 의존하던 미얀마 경제도 빠른 속도로 피폐해져만 갔다.
제2차 세계대전에서 버마가 일본군에게 침공당했을 때에, 영국군은 이들을 막기 위하여 청야전술을 사용했다. 이 때문에 당시 미얀마의 행정건물들, 원유 채굴공장, 광산 등이 대규모로 파괴되었으며 연합군 측은 일본을 몰아낸다는 명분으로 엄청난 규모의 공습을 가했다. 이 때문에 독립 직후의 미얀마는 말그대로 아무것도 남아있지 않은 폐허에 가까웠고, 식민지 시대에 세워놨던 얼마 되지 않은 인프라마저 박살난 상황이었다. 1948년에 미얀마 정부가 들어서자, 우 누 총리는 대규모 국유화 정책을 발표했고 모든 토지를 나라의 것으로 만들었다. 정부는 8개년 계획을 세워 화폐를 다량으로 찍어내 투입했으나, 이로 인하여 인플레이션만을 불러일으키는 결과를 낳았다. 한편 1962년 이후, 군부는 ‘버마식 사회주의’를 내세우며 농업을 제외한 모든 산업들을 국유화하고 정부의 통제 하에 놓는다는 정책을 실시했는데, 부패한 군부가 주도하는 경제 성장이 당연히 제대로 돌아갈 리가 없었고 미얀마는 동남아 내에서도 가장 느린 속도로 경제가 성장하는 국가로 뒤떨어졌다. 1987년에 미얀마는 국가 부채를 일부 탕감받기 위하여 국제사회에 미얀마의 최빈국 지위를 인정해달라고 요청하기도 하였다.

### 무역과 통화
고무가 수출품목의 대종을 이루며 총수출고의 70%를 차지한다. 미얀마의 기본경제인 쌀농사는 저미가와 공출제도로 인해 생산의욕이 저하되어 쌀수출은 증가하지 않고 있다. 그 외에 수출품은 콩·면화 등의 농산물과 수산물 목재(티크재)·광물(보석) 등이며 해마다 상당량이 밀수된다. 석유는 1976년부터 자급하고 있으며 소량이지만 수출한다. 공업 제품을 수입한다. 무역은 국유화되어 정부기관이 이를 장악한다. 주요 투자국은 중화인민공화국, 싱가포르, 대한민국, 태국, 인도 등이다.
미얀마의 통화는 미얀마 짯이다. 미얀마는 쿠바와 유사한 이중환율제를 채택하고 있다. 인플레이션은 미얀마 경제의 심각한 문제이다. 2005년부터 2007년까지의 평균 물가상승률은 30.1%였다. 2007년 8월 15일, 군사 정권은 하룻밤 사이에 휘발유 가격을 67% 인상, 천연 가스도 네 배 인상하면서 물가가 500% 이상 급등함으로써 출퇴근을 하는 회사원들은 버스비도 내지 못해 불만을 겪었던 적이 있다.

### 산업
미얀마의 가장 대표적인 산업은 농업으로, 그중에서도 쌀을 주력으로 하고 있다. 현재 미얀마의 경작지 가운데에서 60%에 달하는 면적에서 쌀을 재배하고 있으며, 단순히 무게로만 따질 시에는 미얀마 전체 농산물 생산의 97%에 달할 정도로 그 비율이 압도적으로 높다. 미얀마는 1966년과 1997년 사이에만 무려 52개에 달하는 개량 쌀 품종들을 개발해내었으며, 이로 인하여 1987년에는 곡물 생산량이 1,400만 톤에서 1996년에는 1,900만 톤으로 증가하기도 했다. 2008년 기준으로는 쌀 생산량이 거의 5천만 톤에 이른다고 한다.
미얀마는 루비, 사파이어, 진주, 옥과 같은 귀중한 광물들을 주로 채취하여 해외에 수출하고 있다. 이 중에서 루비 산업이 굉장히 발달해 있는데, 세계 루비 공급량의 무려 90%를 미얀마에서 공급하고 있으며 미얀마의 루비는 그 질이 좋고 색이 선명한 것으로 명성이 높다. 특히 바로 인접한 태국에서 대부분의 보석들을 사들이고 있다. 특히 만달레이에서 200km 정도 북쪽에 떨어져 있는 모곡 산악지대에는 ‘루비의 계곡’이라는 지역이 있는데, 이 곳에서 루비와 사파이어가 다량으로 나는 것이 유명하다.
다만 불가리, 티파니, 카르티에 등 유명 서구권 보석 회사들에서는 미얀마산 보석들을 채취하는 과정에서 보석 광부들을 대상으로 심각한 인권침해가 벌어지고 있다고 주장, 미얀마에서부터 보석들을 사들이는 것을 꺼려하고 있다. 이 때문에 휴먼라이츠워치 등을 위시한 인권단체들은 미얀마산 보석들의 수입을 금지할 것을 촉구하고 있으며, 보석 수출기업들이 거의 모두 국영이기 때문에 보석들을 팔아 벌어들인 돈들이 모두 군부의 뒷주머니로 흘러들어간다고 우려하고 있기도 하다. 미얀마의 타 산업들에는 농산업, 직물업, 목재업, 건축 자재업, 보석업, 금속업, 천연자원 관련 산업들이 있다.

### 관광업
미얀마는 상당 비율의 외화를 관광업에서 벌어들이는 것으로 유명하다. 미얀마에서 가장 유명한 관광지들에는 양곤이나 만달레이 등이 있고, 그 외에도 몬 스테이트나 핀다야, 바고, 파안 등의 종교 유적지들도 인기가 많다. 또한 고대 유적들이 있는 바간이나 므락-우 등도 사람들이 즐겨찾는 관광지들에 속한다. 그러나 미얀마는 이러한 몇몇 명승지들을 제외하고는 국토 대부분이 외국인들에게 개방되어 있지 않으며, 특히 국경 지대에서는 외국인들과 미얀마 국민들 사이의 자유로운 접촉이 거의 불가능할 정도로 통제가 매우 심하다. 미얀마인들은 외국인들과 정치 관련 이야기를 하는 것이 금지되어 있으며, 어길 시 징역형까지 살 수도 있다. 2001년에는 심지어 미얀마 관광청에서 지역 관리들에게 ‘관광객들을 보호하고 외국인들과 내국인들 사이의 ’불필요한 접촉‘을 차단하라’라고 공문을 내리기도 했을 정도였다.
관광객들이 미얀마를 방문하는 가장 흔한 수단은 비행기를 타는 것이다. 론리 플래닛에 의하면 미얀마를 방문하는 것 자체가 일단 조금 까다로운데, 이는 미얀마가 그 어떠한 외국과도 버스나 기차 서비스를 운영하고 있지 않으며, 국경을 차를 타고 넘을 수 없고 무조건 걸어서 넘어야 한다는 규정을 아직도 지키고 있기 때문이라고 한다. 또한 미얀마는 바다나 강을 통해서 입국하는 것이 아예 금지되어 있다고 한다. 미얀마 군부 측에서는 외국으로 향하는 국경을 엄중히 차단하고 있으며, 몇몇 구간들을 조금씩 뚫어서 그 곳을 통해서만 중국이나 인도, 태국 등 인접국으로 나갈 수 있도록 통제하고 있다. 현재 거의 모든 국가에서 비행기를 타고 미얀마를 갈 수 있으나, 직항편은 거의 없으며 미얀마로 가는 직항편들도 거의 모두 ASEAN 국가들이나 타이 항공 등에게만 한정되어 있다. 과거에는 일본, 카타르, 대만, 대한민국, 독일, 싱가포르 등 오직 15개의 국제선만 있었지만, 현재에는 점차 항공편을 늘려가고 있는 추세이기는 하다. 다만 대부분이 아시아 계열 항공사이거나 태국 항공사들인 경우가 잦다. 그렇다 그거야
인레호수는 미얀마에서 가장 큰 호수 중의 하나로 우기철에 길이 22 km, 너비 11 km, 수심 6미터이며 해발고도 875m의 산에 둘러싸여 있다. 인레지역은 고산지대이기 때문에 1년 내내 서늘한 날씨가 유지되어서, 관광지로 각광받는 지역이기도 하다. 호수와 그 주변에는 12만명이 넘는 사람들이 살아간다. 이곳의 생활수단은 대부분이 토마토 재배, 물고기 잡이, 관광업 등으로 생계를 꾸려가고 있다.

### 교통
교통은 하천수운이 가장 중요하며 이라와디강(버마어: ဧရာဝတီမြစ်)이 교통의 대동맥이 되고 있어, 하구에서 1,500km 떨어진 바모까지 기선이 통행하고 있다. 시탕강(버마어: စစ်တောင်းမြစ်), 땅륀강도 교통에 이용되고 있다. 철도교통은 뒤떨어져 있으나 양곤에서 프롬, 만달레이 등지에 철도가 개설되어 있다. 대외무역은 주로 양곤항을 통해서 이루어진다. 항공은 국영 미얀마 항공 외에 국제항공의 편이 있다.

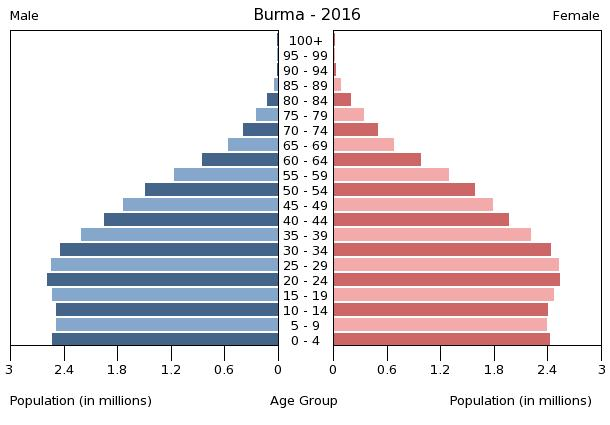
2016년 미얀마의 인구구조

## 사회

### 인구
2014년 미얀마 인구조사에 따르면 미얀마의 총 인구수는 약 51,419,420명라고 한다. 이 수치에는 라카인 주, 카친 주, 카인 주에 있는 인구수인 1,206,353명을 합한 수치로, 이 주의 인구수는 사회 불안정으로 인하여 정확하지 않을 수 있다. 인구조사 당시 해외에 거주하고 있던 국민들의 수는 포함되지 않았다. 현재 태국에서는 공식적으로는 60만 명이 넘는 미얀마인들이 건너가 일을 하고 있으나, 비공식적으로는 더 많은 것으로 추측되고 있다. 워낙 미얀마인들이 태국에서 일을 많이 하는 탓에, 태국 전체 해외노동자들의 80%가 미얀마 국적이기도 하다. 미얀마의 인구밀도는 1제곱킬로미터 당 76명 정도로, 동남아 전체에서 가장 낮은 수치이다.
미얀마의 출산율은 2011년 기준으로 2.23명으로, 재출산지수보다 약간 높은 수준이기는 하지만 캄보디아가 3.18명이고 라오스가 4.41명이라는 것을 고려해본다면 동남아에서는 상당히 낮은 수준이다. 미얀마에서는 2000년대 이후로 출산율이 지속적으로 떨어지고 있는데, 1983년까지만 해도 여성 1인당 출산하는 아이들의 수가 4.7명에 달했던 것에 비하여 2001년에는 2.4명으로 줄었다. 다만 미얀마 군부 측에서는 저출산 대책을 아무것도 내놓지 않고 있다고 전한다. 도심 지역에서는 출산율이 더 낮다.
현재 미얀마의 극심한 저출산 추세는 여러 원인들이 있는데, 가장 대표적인 것들에는 점차 늦어지는 결혼 나이, 불법 낙태 시술, 가임 여성의 낮은 결혼율과 출산율 등이 있다. 특히 30세와 34세 사이의 여성들 중 25.9%가 결혼을 하지 않았으며, 25세에서 34세 사이의 남성과 여성들 가운데에서 33.1%가 결혼을 하지 않은 미혼 상태이다. 그 외에도 극심한 빈부격차, 사회적 불평등, 삶의 고착화 등이 주요 원인으로 꼽히며, 경제 상황이 갈수록 악화되며 삶의 질이 갈수록 하락하는 것도 문제점으로 여겨지고 있다. 미얀마의 평균 결혼 나이는 남성이 27.5세, 여성이 26.4세이다.

### 민족

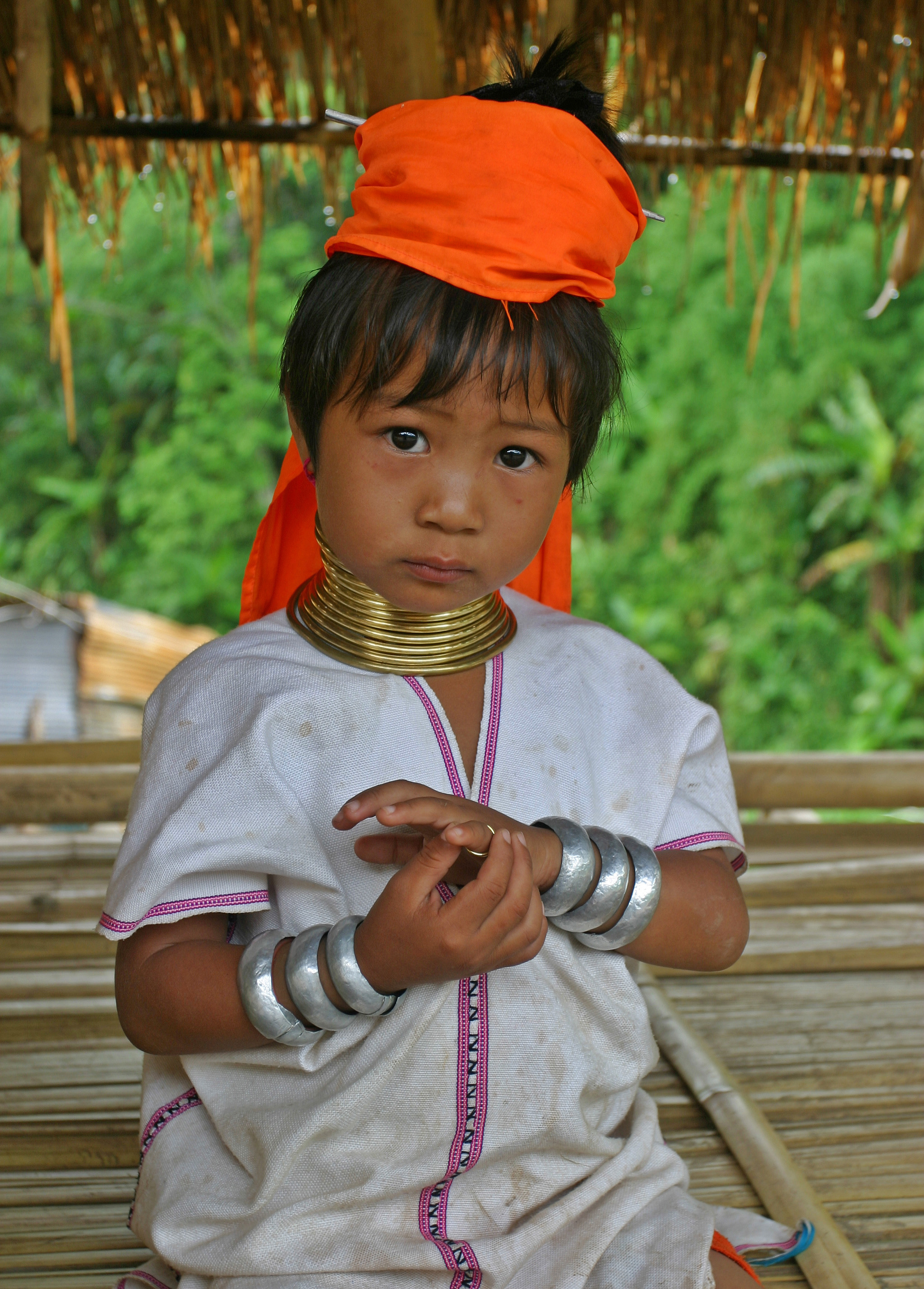
소수민족인 카렌족

미얀마에는 티베트어족, 따이까다이어족, 오스트로아시아어족, 인도유럽어족의 4개의 주요 어족이 살고 있다. 티베트어족은 가장 폭넓게 사용된다. 이 어족에는 버마어, 카렌어, 카친어, 친어, 지나어가 포함된다. 주요 따이까다이어족로는 샨어, 몬어, 파라웅어가 있고 와족은 주요 오스트로아시아어족 사용자이다. 인도유럽어족 언어로는 팔리어와 영어가 있다.
미얀마는 다민족 국가로, 정부 측에서는 135개의 민족들을 인정하고 있다. 인구의 68%를 차지하며 주류를 형성하고 있는 버마족이 가장 대표적인 민족이며, 그 다음이 10%에 달하는 샨족, 7%를 차지하고 있는 카인족, 4%를 차지하고 있는 라카인족, 화교들이 3% 정도를 차지하고 있다. 미얀마 전체 인구의 2% 정도를 차지하고 있는 몬족은 인근 캄보디아 계열의 민족으로, 언어학적으로는 크메르계와 관련이 있다. 한편 인도에서 건너온 사람들이 약 2% 정도 있다. 나머지에는 카친족, 친족, 로힝야족, 영국-인도 혼혈인, 구르카족, 네팔인 등이 있으며 나머지는 대부분 소수민족들이다. 특히 식민지 시기에는 영국계 백인들과 버마인들이 결혼하여 낳은 ‘앵글로-버마’인들이 있었는데, 이들은 독립 이후 대부분 국내의 혼란을 피해 영국이나 호주로 이민을 가버리며 현재는 거의 찾아볼 수가 없다. 현재 미얀마에는 많아봤자 약 52,000여 명 밖에 되지 않는다고 한다. 2009년 기준으로는 11만 명에 달하는 버마인 난민들이 태국에 있는 난민 캠프에 살고 있다고 전한다.
- 버마족 68%
- 샨족 9%
- 카렌족 7%
- 지나계 3%
- 인도계 2%
- 몬족 2%
- 기타 5%

### 언어
미얀마어가 공용어이다. 소수민족들은 자신들의 언어를 사용하며, 약간의 영어도 사용된다. 미얀마에서 주로 사용되는 4개의 어족에는 티베트어족, 따이까다이어족, 오스트로아시아어족, 인도유럽어족 등이 있다. 이 4개의 어족들 가운데에서 중국티베트어족 계열의 언어가 가장 널리 쓰이고 있다. 티베트어족 계열의 언어들에는 버마어, 카렌어, 카친어, 친어, 지나어 등이 있으며, 따이까다이어족 계열의 언어들 가운데에서는 샨어, 몬어, 팔라웅어 등이 있으며 오스트로아시아어족 계열 언어에는 와어가 있다. 마지막으로 인도유럽어족 계열의 대승불교에서 주로 쓰이는 문어인 팔리어, 그리고 식민시기에 유입된 영어가 있다. 미얀마 전체적으로 보면 100여 개의 언어들이 사용되고 있으나, 대부분의 언어들은 조그만 부족들 사이에서만 사용되고 있으며 대부분은 몇 세대 이내에 소멸될 것으로 여겨진다.
미얀마 내 최대 민족의 언어이자 공식 언어이기도 한 버마어는 티베트어와 지나어와도 밀접한 관련이 있다. 몬족의 언어에서도 큰 영향을 받은 버마어는 둥글둥글한 글자들을 가지고 있는 문자를 가지고 있으며, 5세기 경 인도 남부 문자에서 발전하여 현재에 이르게 되었다. 현재 가장 오래된 버마어 고문서는 11세기 경의 것이라고 한다.

### 건강
미얀마의 대중 복지 상태는 상당히 열악한 편으로, 정부는 전체 GDP의 0.5%에서 3% 정도만을 복지 재정에 사용하고 있으며 이는 세계적으로도 가장 낮은 편이다. 의료보험 제도가 갖추어져는 있으나, 국민들은 약과 치료비를 따로 내야만 하며 심지어 공공병원이나 보건소에서도 예외는 아니다. 국가에서 운영하는 병원들은 기본적인 의료 기기들조차 구비하고 있지 못하는 경우가 부지기수이며, 제대로 된 의료진들도 부족하여 국민들을 제대로 돌보지 못하고 있다. 2010년의 조사에 의하면 미얀마에서는 10만 명 당 240명의 산모들이 사망한다고 전하며, 2008년에는 219.3명, 1990년에는 무려 662명에 달했다. 한편 5세 이하의 신생아의 경우, 1,000명 당 73명의 신생아들이 사망한다고 전한다. 국경없는의사회가 편찬한 보고사에 의하면, 2007년에만 25,000여 명에 달하는 환자들이 에이즈로 사망했으며, 심지어 적절한 약물 치료만 있었다면 살아날 수 있었음에도 불구하고 정부의 무관심과 의료 재정 미비로 인하여 이러한 참사가 일어났다고 전했다.
미얀마에서 가장 유행하고 있는 질병은 에이즈로, 미얀마 보건부 측에서도 ‘국가 위협’이라고 지정했을 정도로 그 폐해가 심각하다. 주로 마약 중독자들이나 매춘업자들 사이에서 들끓고 있으며, 2005년 기준으로 미얀마에서 전체 인구의 1.3%가 에이즈에 걸렸다고 전할 정도로 그 확산율이 심각하다. 또한 미얀마의 매춘업자들 가운데에서 32%가, 그리고 마약 중독자들의 43%가 에이즈에 걸렸다고 한다.

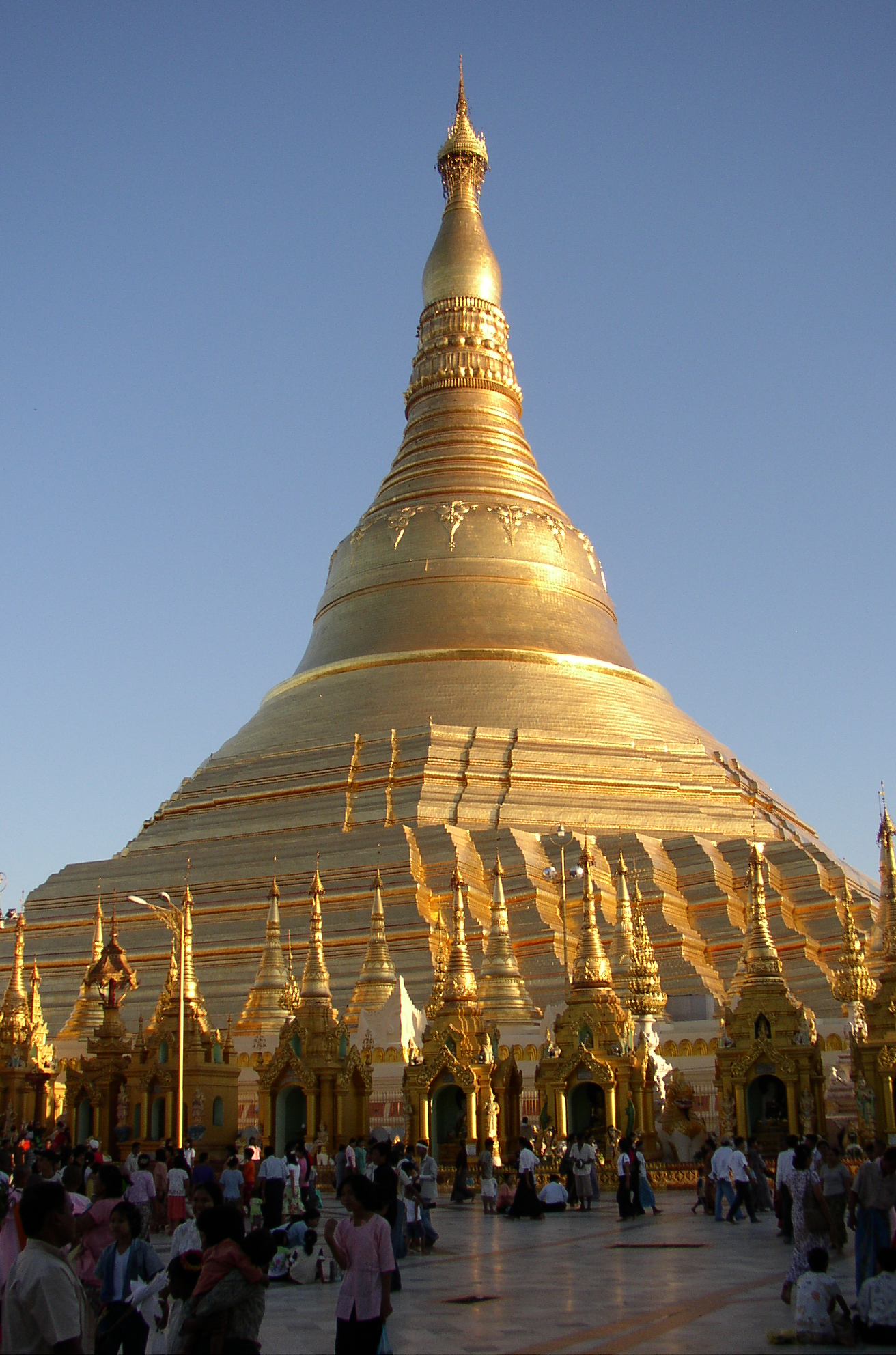
슈웨다곤 파고다의 전경

### 종교
| 미얀마의 종교 (2014년 미얀마 인구조사) | 미얀마의 종교 (2014년 미얀마 인구조사) | 미얀마의 종교 (2014년 미얀마 인구조사) | 미얀마의 종교 (2014년 미얀마 인구조사) | 미얀마의 종교 (2014년 미얀마 인구조사) |
| -------------------------------------- | -------------------------------------- | -------------------------------------- | -------------------------------------- | -------------------------------------- |
|                                        |                                        |                                        |                                        |                                        |
| 불교                                   | 불교                                   |                                        | 87.9%                                  | 87.9%                                  |
| 기독교                                 | 기독교                                 |                                        | 6.2%                                   | 6.2%                                   |
| 이슬람교                               | 이슬람교                               |                                        | 4.3%                                   | 4.3%                                   |
| 토속 신앙                              | 토속 신앙                              |                                        | 0.8%                                   | 0.8%                                   |
| 힌두교                                 | 힌두교                                 |                                        | 0.5%                                   | 0.5%                                   |
| 그 외                                  | 그 외                                  |                                        | 0.2%                                   | 0.2%                                   |
| 무종교                                 | 무종교                                 |                                        | 0.1%                                   | 0.1%                                   |

미얀마에는 다양한 종교가 있는데, 대부분의 국민들은 역사적, 사회적으로 불교를 믿으며 이 때문에 승려와 사찰의 영향력이 상당히 강력한 편이다. 군부 또한 불교를 제외한 종교들, 대표적으로 기독교나 이슬람교를 탄압하고 있으며, 불교 신자가 아닌 사람들이 공무원이나 군부와 관련된 직업을 얻는 것은 사실상 불가능하며 사회적으로 큰 성공을 거두기도 어렵다. 이같은 종교적 탄압은 특히 미얀마 동부 지역에서 두드러지며, 군부는 지난 10년 동안 불교를 믿지 않는다는 이유로 3,000여 개에 달하는 마을들을 강제로 철거하기도 했다. 게다가 지난 20여 년 동안은 20만 명에 달하는 무슬림들이 군부의 탄압을 피하여 인근의 방글라데시로 도피하기까지 하였다.
미얀마인들은 압도적으로 불교를 많이 믿으며, 대략 80%에서 89%의 국민들이 불교를 믿는다. 2014년 종교 조사에 의하면 전체 인구의 87.9& 정도가 불교도라고 한다. 불교 종파들 가운데에서는 상좌부 불교가 가장 널리 퍼져 있다. 미얀마에서는 50만 명의 승려들과 7만 5천명의 비구니들이 있으며, 인구가 5,400만 명 정도라는 것을 고려하면 대단히 높은 수치라고 할 수 있다. 다른 종교들도 나름대로 사제직들을 가지고 있으며 종교, 포교 활동들을 할 수 있으나, 다만 로힝야족들은 예외이며 이들은 아예 국민들로 취급받지도 못하고 불법 이민자 대우를 받는 신세이다.
2014년 조사에 의하면 전체 인구의 6.2%가 기독교도이며, 4.3%가 무슬림이며 0.8%가 부족 종교를 믿고 0.5% 정도가 힌두교도, 0.2%가 기타 종교, 나머지 0.1%가 종교가 없다고 답했다. 퓨 리서치 센터의 2010년 조사에 의하면 전체 인구의 7%가 기독교도이며, 4%가 무슬림이고 1%가 애니미즘 종교를 믿으며 2%가 대승불교, 힌두교 등 타 종교들을 믿는다고 전했다. 1914년부터는 여호와의 증인도 미얀마에 진출해왔으며, 양곤을 중심으로 하여 포교를 지속적으로 하고 있다.
양곤에는 조그마한 유대인 거주지와 시나고그도 있으나, 랍비는 거주하지 않고 있다.
현재는 힌두교도가 전체 인구의 0.5% 정도 밖에 되지 않으나, 옛날에는 상당히 강력한 세를 지닌 종교였다. 힌두교는 역사적으로도 인도의 영향으로 상좌부불교와 대승불교와 함께 거의 몇 천년 동안 미얀마의 주요 종교였고, 버마족의 민족 종교나 미얀마 불교에 영향을 줄 정도로 한때 강성했던 종교였던 것이다.

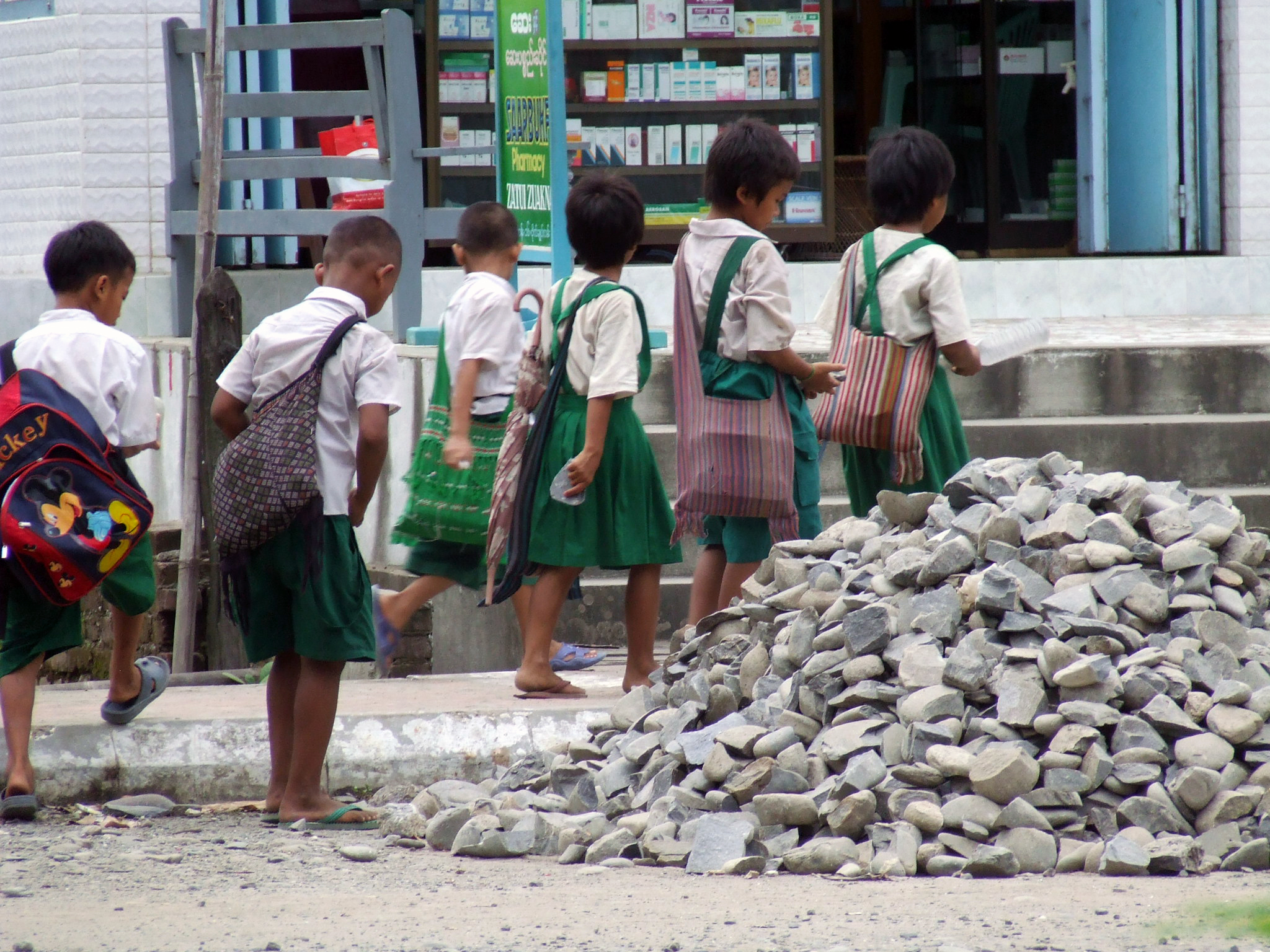
통학하고 있는 미얀마 학생들

### 교육
유네스코 통계청에 의하면 미얀마의 공식적인 문해율은 2000년 기준으로 약 90%라고 했다. 역사적으로도 미얀마는 상당히 높은 문해율을 자랑해왔었는데, 현재 미얀마의 교육은 미얀마 교육부에서 전담하고 있으며 식민시절의 영향으로 영국의 교육 시스템을 기본으로 하고 있다. 거의 모든 학교들은 정부에서 운영하고 있으나, 21세기 초에 들어서는 점차 영어를 사용하는 사립 학교들이 부유층들을 중심으로 확산되고 있다. 의무교육은 초등학교까지로, 대략 10세까지가 의무교육이다. 이는 국제적으로 보통 의무교육이 끝나는 나이가 15세에서 16세 사이인 것에 비교해보면 상당히 짧은 기간이라고 할 수 있다.
미얀마에는 현재 101개의 종합대학, 12개의 전문학교, 9개의 학부대학, 24개의 대학들이 있으며, 총 합산할 시에는 146개의 고등교육기관이 존재한다. 그 외에도 10개의 기술전문대학이 있으며 23개의 간호대학, 1개의 스포츠대학과 20개의 산파대학이 있다. 또한 양곤 국제학교, 미얀마 국제학교 등을 포함하여 총 4개의 국제학교를 보유하고 있다.

### 범죄
미얀마의 살인율은 10만 명 당 15.2명으로, 2012년 기준으로 약 8,044건의 살인이 발생하였다. 이는 세계적으로도 상당히 높은 수치로, 주로 내전이나 무장 봉기와 같은 사회적 불안정의 영향이 크다. 미얀마는 세계적으로 가장 부패한 국가들 가운데 하나로, 2012년 부패인식지수 조사에 의하면 미얀마는 176개국들 가운데에서 171위에 오르기도 했다고 한다. 미얀마는 세계 아편 공급량의 25%를 공급하면서 아프가니스탄에 이은 2위의 아편 생산국이며, 최악의 마약 유통 거점인 골든 트라이앵글의 일부이기도 하다. 미얀마의 아편 산업은 무려 식민시기부터 발전하여, 한때는 영국 식민지회사의 독점을 겨쳤다고 현재는 부패한 미얀마 정부 관료와 군부, 그리고 저항군들 너나할 것 없이 모두가 아편 유통에 손을 대고 있다. 미얀마는 세계에서 제일가는 메트암네타민 생산국이자, 태국에서 사용되는 대부분의 마약들도 미얀마에서 제조된다. 미얀마에서도 태국, 라오스, 중국과 접하고 있는 샨주 북동부, 그리고 골든 트라이앵글에서 마약 산업이 판을 친다고 전한다. 미얀마에서 제조된 마약들은 보통 라오스를 통하여 태국으로 수출되며, 태국에서 전세계로 수출되는 경우가 많다.

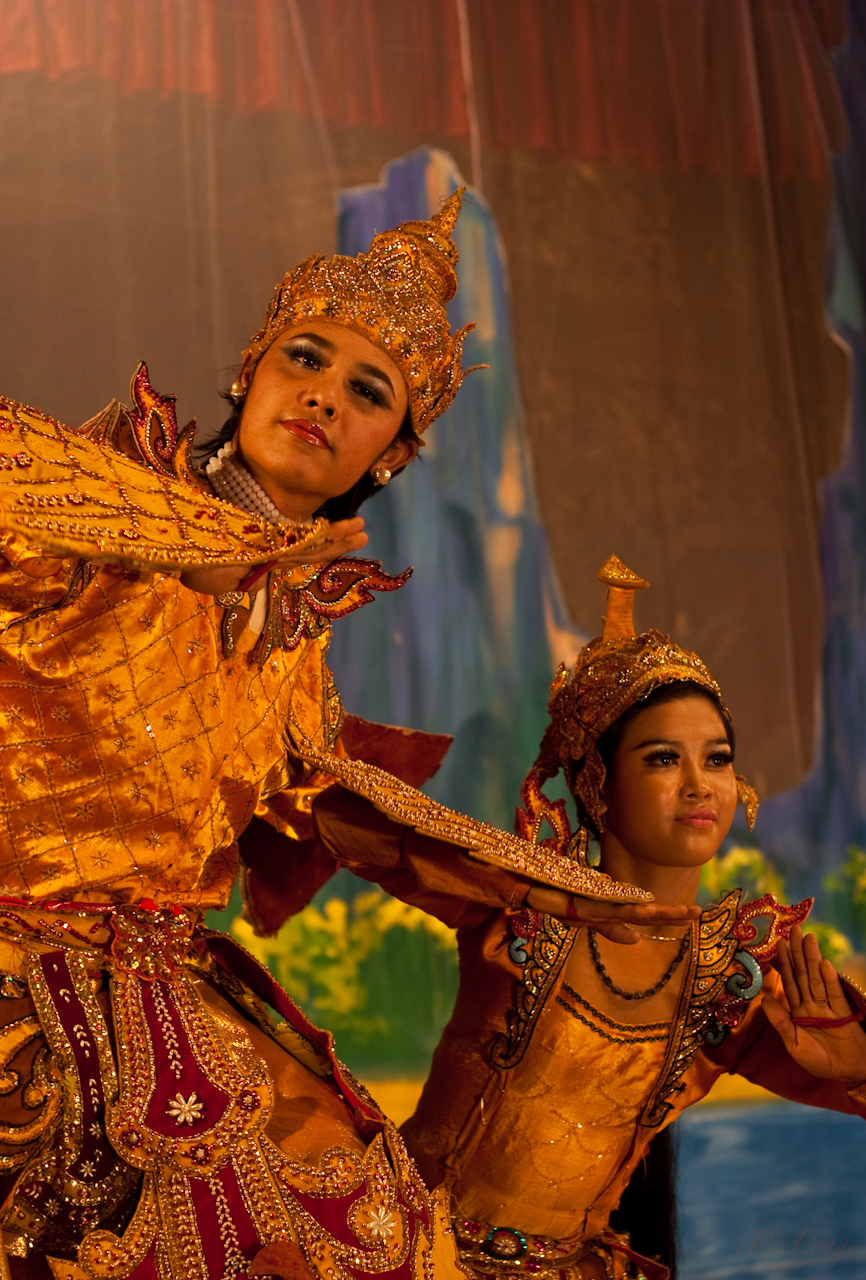
'야마 잣또'의 공연 모습

## 문화
미얀마는 워낙 다양한 민족들이 공존하고 있는 덕분에 그 문화도 상당히 범위가 넓으나, 아무래도 주류가 되는 것은 불교 문화와 버마족들의 문화이다. 버마 문화는 주로 중국, 인도 등의 영향을 강하게 받았으며, 특히 문학의 경우에는 인도에서 건너온 상좌부 불교의 영향을 많이 받았다. 미얀마의 대표 서사시라 일컬어지는 ‘야마 잣또(Yama Zatdaw)'는 인도의 서사시인 라마야나의 변형으로, 태국, 몬족, 인도의 영향을 많이 받았다. 한편 미얀마에 유입된 불교는 미얀마의 전통 민족신앙이었던 ’낫 신앙‘과 현재까지도 공존하고 있다. ’낫 신앙‘은 일종의 정령 신앙으로, 37명의 ’낫‘들을 중심으로 하는 다신교 애니미즘 신앙이다.
시골 마을들이나 교외의 경우, 사찰이 문화적으로 막대한 영향력을 끼치고 있으며 이들중에서도 승려들이 주축이 되어 미얀마 문화를 이끌고 있다. 미얀마에서는 소년들이 성인이 되기 전에 짧은 기간 동안 승려의 삶을 체험하는데, 모든 불교를 믿는 남성의 경우 20세가 되기 전에 이 과정을 거칠 것을 요구받으며 여성들의 경우에는 귀를 뚫는 의식으로 성인식을 치른다. 또한 많은 마을들은 자신들의 마을들을 지켜주는 낫들, 즉 신들을 각자 모시고 있으며, 이 때문에 마을들마다 문화도 상당히 다르다.
미얀마는 영국의 식민통치를 받으며 서구의 영향을 강하게 받았는데, 가장 대표적으로 영국의 교육 제도가 미얀마에 유입된 것 등이 있다. 또한 양곤과 같은, 백인들이 상대적으로 많이 거주했던 대도시들에는 식민지풍의 서구식 건축물들이 많이 들어섰으며, 특히 동남부에 살고 있는 카렌족이나 북부에 북동부에 살고 있는 친족들은 영국으로부터 기독교를 받아들이기도 하였다. 인구 조사에 의하면 미얀마 전체 인구의 68%가 버마족이며 나머지 32%가 소수민족이라고 하는데, 다만 소수민족 측의 망명 인사들 측에서는 40% 가량이 소수민족이라고 주장하고 있다.

### 요리
미얀마의 요리에서는 생선을 주로 쓰며, 피시 소스, 해산물 발효식품인 나피(ngapi), 말린 새우 등을 즐겨 사용한다. 미얀마의 국민 아침 식사로도 불리는 모힝가(Mohinga)는 쌀국수와 생선 육수를 낸 국물로 만든 요리이기도 하다. 특히 해안 도시들에서 해산물을 사용하는 것이 두드러지며, 만달레이와 같은 내륙 도시들에서는 오히려 해산물보다 육류나 가금류가 주로 사용된다. 내륙에서는 주로 민물고기나 생선들을 단백질 섭취원으로 먹으며, 생으로 먹거나 염지를 하거나 건조시켜서 먹는 등 다양한 방법으로 조리하여 먹는다. 또한 샐러드를 주된 음식으로 먹는데, 쌀, 보리, 국수, 파스타, 감자, 생각, 토마토, 라임, 콩, 절인 찻잎 등 다양한 재료들을 중심으로 하여 샐러드를 즐겨 만들어 먹는다.

### 미디어
미얀마 군부의 엄격한 독재와 사회 차단 탓에, 미얀마는 상당한 크기의 인구에도 불구하고 제대로 된 미디어 기업들이 제대로 성장하지 못했다. 대부분의 미디어 기업들은 국영으로 군부의 통제를 받으며, 일부는 민간 소유 기업들이기는 하지만 이마저도 모두 군부의 검열을 받아야만 방송으로 내보낼 수 있다. 2012년 8월 20일에는 문민정부 측에서 검열을 일부 완화하겠다고 밝혔는데, 이 이후로 언론과 타 방송사들이 더 이상 방송 전 의무 검열을 받아야할 필요가 사라지기도 했다. 다만 지난 수십년 동안의 군부 독재의 망령은 사라지지 않아서, 저널리스트들이나 언론인들은 여전히 자신들의 생각을 자유로이 펴고 있지 못하며 때때로는 자신들이 쓴 글들에 대하여 처벌을 받기도 한다. 2013년 4월에는 2012년 8월의 입장을 계승한다는 명분으로 국제 사회에 미디어 관련 보고서를 제출하기도 했는데, 이때 이후로 군부 독재 이후 처음으로 민간 소유의 언론사가 세워지기도 했다.

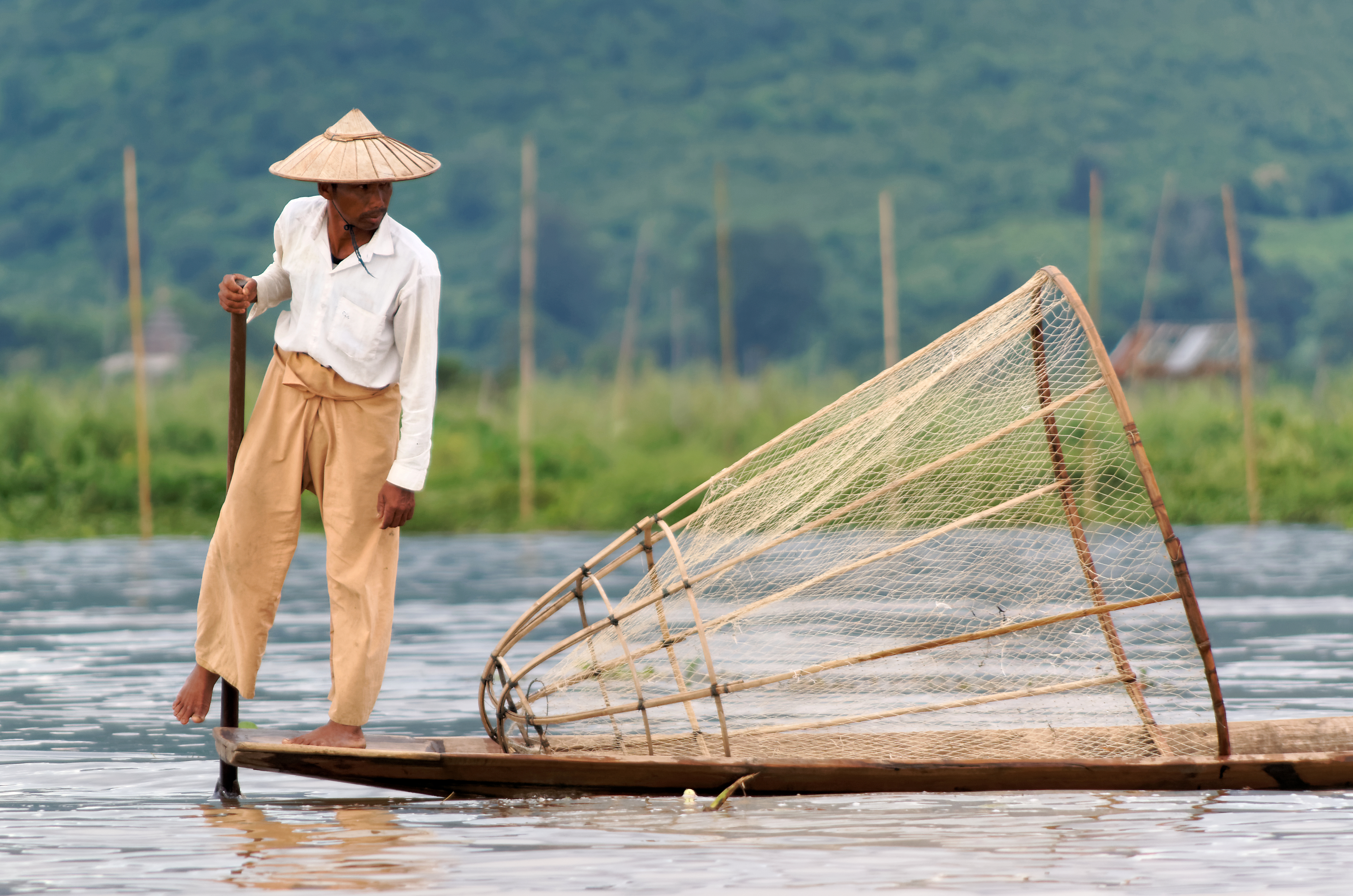
인레 호수의 어부

#### 인터넷
미얀마의 인터넷 접속 비율은 타 국가들에 비하여 낮은 편이다. 미얀마 군부는 아직까지도 엄격한 인터넷 검열을 실시하고 있으며, 정부 측에서는 2012년까지만 해도 인터넷 블로그들에 게시되어 있는 글들이나 이메일들을 마음대로 열람할 수 있는 권한을 가지고 있었다. 이 때문에 미얀마에서는 인터넷 등을 통한 활동들이 굉장히 제약되어 있었고, 심지어 ‘자가나르’라는 아이디를 가졌던 한 블로거는 2008년 사이클론 나르기스로 인한 미얀마의 피해 상황을 찍은 비디오를 인터넷에 올렸다는 이유로 징역형을 살기도 했다. 자가나르는 2011년 10월에 석방되었다.
세계경제포럼에 의하면 미얀마는 통신 인프라가 아시아에서도 가장 미비하고 열악한 국가이다. 이 상황은 이후에도 별다른 진전을 보이지 않아서, 2016년 NRI 조사에서 미얀마는 전체 139개국들 가운데에서 133위를 차지하였다.

#### 영화
미얀마의 첫 영화는 1910년대의 주요 정치인이자 런던에서 미얀마의 독립을 위해 투쟁했던 툰 세인의 장례식을 담은 다큐멘터리이다. 미얀마에서 방영된 첫 무성영화는 ‘미타 네 투야’, 즉 ‘사랑과 술’이라는 영화로, 고정된 카메라 시점과 열악한 영화 설계 등 전체적으로 질이 좋지 못했음에도 불구하고 엄청난 대성공을 거두었다. 1920년대와 1930년대에는 수많은 버마인들이 소유한 영화기업들이 우후죽순으로 생겨났고 여러 영화들이 상영되었다. 버마인들이 만든 첫 유성영화는 1932년에 봄베이에서 만들어졌으며, 그 이름은 ‘그웨 파이 로 마 야’, 즉 ‘돈은 그 것을 살 수 없다’였다고 전한다. 2차 세계 대전이 끝난 후, 미얀마 영화계는 지속적으로 정치적인 메시지를 담은 영화들을 생산해냈는데, 이는 당시 냉전 초기였던 상황과도 연관이 있었으며 대부분의 이때 영화들은 정치적 프로파간다도 매우 자극적인 편이었다.
1988년 이후, 영화 업계는 빠른 속도로 정부의 손아귀 하에 장악되었으며 이전에 정치적 활동을 했던 배우들은 영화에 출연하는 것들이 대부분 금지되었다. 정부는 영화에 엄격한 검열을 실시하였고, 군부의 입맛에 조금이라도 맞지 않는다고 판단되면 영화 상영을 중지하거나 아예 만들지를 못하게 막았다. 이처럼 군부의 통제 아래에서 시간이 흐르자, 미얀마 영화계는 저예산으로 만드는 코미디 중심 영화로 그 방향을 바꾸었으며, 그 질은 점차 악화되며 영화계 전반이 침체되었다. 2008년에는 무려 800여 편의 비디오 영화들이 제작되었으나, 국제적인 인지도를 가지거나 아카데미 상을 받을 만하다고 거론되는 영화들의 수는 12개 정도 밖에 되지 않았으며 나머지는 대부분 악평을 받았다. 한편 2009년에는 버마의 비디오저널리스트들에 대한 다큐멘터리가 개봉되었는데, 이 다큐멘터리는 2010년 아카데미상에서 올해의 다큐멘터리 후보에 올라가기도 했다.

## 같이 보기
- 2007년 미얀마 반정부 시위
- 미얀마의 국명 논란(영어판)
- 미얀마의 민족

## 참고
1. ↑  등록된 인구 비등록된 인구를 포함하여, 추측된 전체 인구(51,486,253명)를 기반으로 하고, 라카인주의 등록되지 않은 인구는 이슬람 신앙을 지녔다고 가정함.